# Quản Lộ
Quản Lộ (chữ Hán: 管輅, 209 hoặc 210 – 256) là thuật sĩ thời Tam Quốc trong lịch sử Trung Quốc.

## Tiểu sử
Lộ tự Công Minh, là người quận Bình Nguyên (nay thuộc Sơn Đông), nước Ngụy.  Cha của Lộ (không rõ tên) từng được làm huyện trưởng ở Tức Khâu, quận Lang Da và Lợi Tào kề cận Nghiệp Thành. 
Lộ nổi danh về bói toán, nên láng giềng chẳng cần đóng cửa ngoài cũng không bị trộm cắp gì. Thanh Hà thái thú Hoa Biểu (con Hoa Hâm) triệu Lộ làm Văn học duyện,  phụ trách Bắc huỳnh . Bấy giờ bạn bè sĩ phu chẳng ai không than thở hâm mộ,  nhưng bạn thân của ông là Triệu Khổng Diệu cho rằng vị trí ấy không tương xứng với tài năng của ông, đề nghị ông phục vụ Ký Châu thứ sử Bùi Huy, ông đồng ý.  Nhờ Khổng Diệu tiến cử, Lộ được Bùi Huy triệu làm Văn học tòng sự. Lộ đàm luận rất hợp ý Huy, lần lượt được thăng làm Cự Lộc tòng sự, Trị trung và Biệt giá.  
Năm Chánh Thủy thứ 9 (248), Lộ được Bùi Huy cử Tú tài.   Năm Chánh Nguyên thứ 2 (255), Lộ được làm Thiếu phủ thừa. Tháng 2 ÂL năm sau, Lộ mất, hưởng thọ 48 tuổi. 

## Tính cách
Lộ có dung mạo xấu xí, dáng vẻ chẳng nghiêm trang mà còn ham rượu, khi ăn uống nói năng thì không để ý thân phận, nên người đời phần nhiều thì yêu thích mà không kính trọng ông.  Tính Lộ khoan dung, phần nhiều nhẫn nhịn, không chê người ghét mình, không khen người yêu mình, thường muốn lấy đức báo oán, luôn nói: “Trung hiếu tín nghĩa, là căn bản của con người, không thể không đầy đặn; liêm giới tế trực, là trang sức của kẻ sĩ, không đủ để làm việc.”  Lộ hiếu thảo với cha mẹ, hết lòng với anh em, hòa thuận với bạn bè, đều lấy nhân hòa xử thế, trọn đời không có khiếm khuyết; kẻ sĩ dù thích hay không, cũng đều chịu phục ông. 
Lộ cho rằng đời này không có tri kỷ, tự nhận: “Người hiểu tôi ít, nên tôi quý vậy, há phải chặn dòng Giang, Hán, mới thấy rõ việc nước chảy đá mòn hay sao? Vui vẻ cùng Quý Chủ luận đạo, không muốn ngồi cùng thuyền với người đánh cá, là chí của tôi đấy!”  Em trai của Lộ là Quản Thần cho biết Lộ từng thổ lộ không có biện pháp nào để so tài với những thuật sĩ đời xưa, đành chịu ôm hận. 

## Học vấn
Từ nhỏ Lộ đã yêu thích thiên văn, rất giỏi lý luận, được khen là có “dị tài”.  Lên 15 tuổi, Lộ theo cha đến nha môn của huyện Tức Khâu, mới được đọc kinh Thi, Luận Ngữ rồi đến kinh Dịch, bắt được bộc lộ văn tài. Sau cuộc tranh luận ở nhà của thượng cấp của cha là Lang Da thái thú Thiện Tử Xuân, Lộ được Tử Xuân đánh giá rất cao, nhờ vậy mà nổi danh là thần đồng. 
Lộ theo người huyện Lợi Tào là Quách Ân học kinh Dịch, học thiên văn, chưa đến 1 năm đã vượt qua cả thầy, khiến Ân phải hỏi ngược lại ông. Từ rày Lộ bói cỏ thi các việc bệnh chết, giàu nghèo cho bạn học, chẳng gì không trúng, được khen là thần nhân.  Đến khi trưởng thành, Lộ tinh thông Chu Dịch, rành rẽ hết thảy các ngành ngắm thiên văn, đoán gió thổi, bói mai rùa, bói cỏ thi, xem tướng người,... 

## Sự tích
Sự tích về Lộ được lưu truyền hầu như dựa vào Quản Lộ biệt truyện do Quản Thần chấp bút, nhưng chính Thần tự nhận tuy có điều kiện gần gũi anh trai, nhưng bản thân tài năng kém cỏi,  chỉ có thể truyền tải một, hai phần mười năng lực của Lộ.  Bùi Tùng Chi khảo xét, có danh sĩ đầu đời Tây Tấn là Diêm Toản (cháu nội Diêm Phố) vốn không tin vào Huyền học, từng được Quản Thần cho xem ghi chép về Lộ qua lời kể của danh Nho Lưu Thực, Thần cũng thừa nhận với Toản rằng mình chỉ giữ được một, hai phần mười.  Ngoài ra còn có Tiền nhiệm Trường Quảng thái thú Trần Thừa nghe được Thành môn hiệu úy Hoa Dị (tự Trường Tuấn, con Hoa Biểu) nhận rằng đã từng thân thiết với Lộ ở quận Thanh Hà, cho biết khi ấy Thần còn ở quê nhà, không biết được bao nhiêu chuyện của Lộ. Hoa Dị kể rằng sự tích về Lộ mà mình biết nhiều gấp 3 lần của Biệt truyện. 

### Bói toán
Ở huyện Lợi Tào, Quách Ân mời một mình Lộ đến nhà, tiếp đãi trọng thể, khiến ông bói cỏ thi để tìm hiểu tại sao ba anh em mình đều bị khoèo.   Quẻ xong, Lộ nói riêng với Ân rằng:  “Quẻ nhắc đến mộ gốc nhà anh, trong mộ có nữ quỷ, chẳng phải bá mẫu thì cũng là thúc mẫu của anh. Khi xưa mất mùa đói kém, các anh tham lợi ích là mấy thăng gạo, xô người ta xuống giếng, nghe tiếng kêu the thé, đẩy thêm tảng đá, ghè vỡ đầu ra, cô hồn oan ức đau đớn, tố cáo lên trời.” Ân chảy nước mắt mà nhận tội,   lại hỏi vạ này có hại đến đời sau hay không, Lộ nói không việc gì. 
Cũng ở huyện Lợi Tào, có dân ở đồn điền bắt được hươu, bị trộm mất. Lộ nói: “Kẻ trộm là nhà thứ ba trong hẻm phía đông của nhà mày. Mày đi thẳng đến trước cửa, chọn lúc không có người, lấy một viên ngói, lén nhấc cái đòn thứ 7 ở đầu phía đông trong buồng xay gạo của họ, đặt viên ngói xuống. Không quá giờ cơm của ngày mai, hắn tự đem trả mày.” Đêm ấy, vợ tên trộm phát bệnh đau đầu, tráng nhiệt đau nhức, rồi cũng đến gặp Lộ để bói. Lộ bảo bị ma ám, đòi tên trộm trả lại chỗ cũ thứ đã lấy. Lộ ngầm bảo chủ con hươu đem về, rồi quay lại nhà tên trộm, bỏ viên ngói đi, thì vợ tên trộm khỏi bệnh. 
Vợ của người quận Quảng Bình là Lưu Phụng Lâm bệnh nặng, đã mua sẵn gỗ đóng quan tài. Tháng giêng, Phụng Lâm khiến Lộ xem bói, ông nói tháng 8 thì mất. Phụng Lâm không tin, mà người vợ cũng khá hơn. Đến tháng 8, bệnh trở nặng, quả nhiên như lời Lộ. 
Lộ đến thăm An Bình thái thú Vương Cơ, ông ta lệnh cho Lộ làm quẻ, ông nói: “Sắp có người đàn bà ti tiện sanh 1 bé trai, rơi xuống đất liền chạy vào bếp rồi chết. Trên giường sắp có 1 con rắn lớn ngậm bút, mọi người xúm lại nhìn xem, chốc lát thì bỏ đi. Có con quạ bay vào nhà, đánh nhau với chim én, én chết, quạ đi. Đấy là 3 việc lạ.” Cơ cả sợ, hỏi lành gở thế nào. Lộ trả lời không đáng lo. Sau đó quả nhiên Cơ không gặp việc gì. 
Bấy giờ đàn bà trong nhà của Tín Đô huyện lệnh kinh hãi, thay nhau bệnh tật, ông ta khiến Lộ bói cỏ. Lộ nói: “Góc tây của gian bắc nhà anh có 2 thây đàn ông, 1 người cầm mâu, 1 người cầm cung tên, đầu ở trong tường, chân ở ngoài tường. Người cầm mâu muốn đâm vào đầu, nên đầu đau nặng không nhấc lên được; người cầm cung tên muốn nhắm vào bụng, nên bụng đau quặn không thể ăn uống được. Ngày thì trôi dạt, đêm thì gây bệnh, nên khiến người nhà kinh hãi.”  Vương Cơ lập tức sai Tín Đô lệnh đào nhà, xuống sâu 8 thước, quả nhiên tìm được 2 cái quan tài, 1 quan có mâu, 1 quan có cung bằng sừng và tên, tên đã lâu ngày, gỗ cũng mục nát, nhưng sắt với sừng vẫn còn. Bấy giờ Tín Đô lệnh dời hài cốt ra ngoài thành 10 dặm để chôn đi, trong nhà không còn bệnh tật.  
Lộ mới đến quận Thanh Hà, bói cho người đàn bà mất bò, nói bà ta đến bức tường cuối đường mặt tây, tìm trong các phần mộ, quả nhiên tìm được bò. Người đàn bà cho rằng có kẻ giấu bò, nên báo quan, nhờ vậy Ký Châu thứ sử Bùi Huy biết đến Lộ. 
Vợ của Hoa Dị là con gái của danh thần người Trác quận là Lư Dục (con Lư Thực), mắc bệnh, nhiều năm không đỡ. Lộ bói được viên quan coi ngựa đang đến chỗ Lư Dục, sẽ được sung vào đội quân nam chinh sắp đến, có thể chữa bệnh cho Lư thị. Dục lập tức dâng biểu giữ người ấy lại, đưa đến nhà họ Hoa để chữa trị cho con gái mình. Lư thị được chữa khỏi, Dục tâu xin trừ bỏ thân phận coi ngựa cho người ấy, bổ làm Thái y. 
Người quận Thanh Hà là Vương Kinh rời chức về nhà, gặp Lộ, cho biết mình gặp chuyện lạ, nhờ ông bói. Quẻ xong, Lộ nói: “Hào lành, không có gì lạ. Ban đêm anh đứng trước cửa phòng, có 1 vệt sáng như én, sẻ, bay vào trong ngực, râm ran phát ra tiếng, khiến tâm tình không yên, lần lữa cởi áo, kêu gọi đàn bà trong nhà, tìm kiếm ánh sáng còn sót lại.” Kinh cả cười: “Thật như anh nói.” Lộ nói: “Lành, là điềm báo thăng quan đấy, sắp ứng nghiệm rồi.” Ít lâu sau, Kinh được làm Giang Hạ thái thú. 
Lúc mới nhận hịch triệu của Ký Châu thứ sử Bùi Huy, Lộ cùng em trai là Quản Quý Nho đi cùng xe, đến phía tây huyện Vũ Thành, tự bói lành gở, nói với Nho rằng: “Sắp thấy 3 con lửng trong thành cũ, như vậy thì vẻ vang.” Đi đến góc thành cũ phía tây sông, thấy rõ 3 con lửng ở bên thành, hai anh em đều vui mừng. 
Lộ ghé thăm nhà Ngụy quận thái thú Chung Dục (con Chung Do, anh Chung Hội). Dục cậy tài, đem hơn 20 vấn đề tự cho là rất khó trong kinh Dịch ra hỏi, Lộ nghe gì đáp nấy, nói năng trôi chảy, khiến Dục khâm phục. Lộ nhân đó nói: “Bói có thể biết ngày sanh – mất của anh.” Dục khiến Lộ bói cỏ ngày sanh, ông nói ra không sai, Dục rất ngạc nhiên. Lộ đề nghị Dục xem nốt ngày mất, ông ta từ chối: “Sống là chuyện tốt, chết là chuyện xấu, buồn vui phân biệt, tôi không thể biết cả, cứ phó mặc trời, không phó mặc anh.”   Sau đó Dục hỏi Lộ: “Thiên hạ đang thái bình phải không?” Lộ nói: “Đương thời bốn chín bay lên trời, gặp đại nhân thì lợi, thần võ dựng nên, vương đạo sáng rõ, sao lo không thái bình?” Dục chưa hiểu lời Lộ, chẳng bao lâu, bọn Tào Sảng bị giết, mới nhận ra. 
Ở Lạc Dương, có chàng trai giữa đường lạc mất vợ, Lộ bói, bảo anh ta vào sáng hôm sau, ở trong cửa Đông Dương, tìm người vác con heo sữa, níu lại mà đánh nhau với người ấy. Chàng trai làm theo, thành ra hai người ẩu đả, khiến con hẻo xổng ra bỏ chạy. Mọi người đuổi theo, con heo chạy vào nhà người ta, xô vỡ cái vò của chủ nhà, người vợ từ trong vò bước ra. 
Cũng ở Lạc Dương, có quan Đô úy trị nội sử mất đồ vật, Lộ bảo ông ta vào sáng hôm sau ra ngoài cửa nha môn mà nhìn, sẽ gặp một người, thì khiến người ấy chỉ trời vạch đất, giơ tay bốn hướng, tự sẽ tìm được. Đến chiều ông ta quả nhiên tìm được món đồ ấy ở chỗ cũ. 
Lộ về quận Bình Nguyên, thăm viếng láng giềng, gặp người chủ nhà lo buồn vì mấy lần gặp hỏa tai. Lộ bói, bảo chủ nhà vào ngày hôm sau ra đường nam, tìm một học trò đầu đội khăn, cưỡi xe trâu cũ, giữ anh ta lại qua đêm thì sẽ dứt tai vạ. Chủ nhà làm theo, bất chấp học trò nói có việc gấp xin đi, giữ lại bằng được. Học trò nghi sợ, không dám ngủ ở nhà trong, cầm đao ra gần cửa, tựa vào giữa 2 đống củi mà khép hờ mắt. Chợt có con vật nhỏ xông đến trước mặt học trò, trên tay cầm lửa. Học trò sợ, giơ đao chém chết con vật ấy, thì ra là con cáo. Từ ấy chủ nhà không gặp hỏa tai nữa. 

### Đoán vật
Quán Đào huyện lệnh Gia Cát Nguyên được thăng làm Tân Hưng thái thú, Lộ đến đưa tiễn, khách khứa cũng đang tụ họp.  Nguyên nhiều lần cùng Lộ chơi trò Xạ phúc mà không thắng nổi, nhân dịp này muốn phân thắng bại với ông. Bấy giờ có rất nhiều khách là người giỏi biện luận, một mình Lộ chống lại mọi người, nói đến khi tất cả chịu khuất phục mà vẫn chưa muốn dừng.  Ngày hôm sau, Nguyên sắp lên đường, đề nghị Lộ chơi Xạ phúc.  Nguyên tự tay đem trứng én, tổ ong, con nhện đậy lại, khiến Lộ đoán. Quẻ xong, Lộ nói: “Vật thứ nhất ngậm hơi đợi đổi, nương ở hiên nhà, trống mái nên hình, thong thả mở cánh, đây là trứng én vậy. Vật thứ 2 cả nhà treo ngược, cửa ngõ rất nhiều, giấu tinh nuôi độc, đến thu thì hóa, đây là tổ ong vậy. Vật thứ 3 chân dài run rẩy, nhả tơ thành màn, giăng lưới kiếm ăn, lợi vào đêm tối, đây là con nhện vậy.” Người ngồi đấy đều kinh ngạc. 
Quan thái thú ở quận Bình Nguyên – quê cũ của Lộ – là Lưu Bân lấy túi đựng ấn và lông gà rừng đậy lại, khiến Lộ bói cỏ. Lộ nói: “Trong vuông ngoài tròn, năm màu nên văn, chứa vật báu giữ điều tín, đem ra dùng thì có phép tắc, đây là túi đựng ấn đấy. Núi cao chót vót, có chim mình đỏ, lông cánh tạp nhạp, hót không bỏ sáng, đây là lông gà rừng đấy.” 
Thanh Hà huyện lệnh Từ Quý Long khiến người đi săn, đòi Lộ bói cỏ xem họ bắt được gì. Lộ nói: “Sắp bắt được thú nhỏ, không phải chim nhà, dẫu có nanh vuốt, nhỏ mà không mạnh, dẫu có vằn vện, sẫm mà không rõ, chẳng cọp chẳng trĩ, tên nó là lửng.” Người đi săn trở về, quả như lời Lộ. Quý Long lấy 13 món đồ, bỏ vào trong tráp, khiến Lộ đoán. Lộ nói đúng có 13 món, đầu tiên con gà, tiếp đến nhộng tằm, nhất nhất kể tên ra, chỉ lầm lược thưa ra lược bí mà thôi. 

### Nghe chim hót – Nghe gió hú
Lộ lại đến nhà Quách Ân, có con chim cưu đậu trên đầu xà, tiếng kêu rất buồn. Lộ nói: “Sắp có ông già từ phương đông đến, mang theo 1 con heo sữa, 1 bầu rượu. Chủ nhà dẫu vui, nhưng gặp chút chuyện.” Hôm sau quả nhiên có khách, như lời của Lộ. Ân đòi khách bớt rượu, kiêng thịt, cẩn thận củi lửa, rồi bắn gà để ăn, mũi tên xuyên qua khoảng trống cây cối, bắn trúng cánh tay bé gái mới vài tuổi, chảy máu gây sợ hãi.  Ân bèn theo Lộ học đoán tiếng chim, Lộ nói ông ta tuy hiếu học, nhưng thiên phú ít ỏi, lại không hiểu âm luật, sợ khó dạy được. Lộ nói về sự thay đổi của gió 8 phương, số thứ tự của 5 âm, dùng luật – lữ để xác định âm Thương của các loài chim, lục giáp để xác định đầu mối của thời gian, xoắn xuýt vào nhau, ra vào không dứt. Ân yên lặng suy nghĩ, tập trung vài ngày, rốt cục không được. Ân nói: “Tài không ra gì, khó lòng tìm ra điềm báo ở nghề này.” Bèn thôi. 
Lộ đến nhà người quận Bột Hải là An Đức huyện lệnh Lưu Trường Nhân, có chim thước đậu trên cửa mà kêu, tiếng rất gấp. Lộ nói: “Thước nói đông bắc có vợ mới giết chồng, đổ thừa chồng với láng giềng ở mé tây có vướng mắc, còn chưa hết ngày vào lúc hoàng hôn, người tố cáo sẽ đến.” Đến khi ấy, quả nhiên có người cùng Ngũ  ở phía đông bắc đến tố cáo: vợ nhà láng giềng giết chồng, nói dối người ở nhà mé tây cùng chồng có hiềm khích, đến giết chồng mình. 
Lộ đến nhà quan Điển nông hiệu úy của huyện Liệt Nhân là Vương Hoằng Trực, có gió lốc cao hơn 3 thước, từ tây nam bay đến, ở trong sân cuồn cuộn xoay vần, nghỉ chút lại nổi, hồi lâu mới dừng. Trực bèn hỏi Lộ, ông đáp: “Phương đông có viên lại coi ngựa đến, sợ rằng cha phải khóc con!” Hôm sau có viên lại ở Giao Đông đến, quả nhiên con trai của Trực mất. Trực hỏi duyên cớ, Lộ đáp: “Hôm qua là ngày Ất mẹo, ứng với trưởng tử đấy. Mộc rụng ở Thân, Đẩu kiến Thân, Thân phá Dần, ứng với việc tang đấy. Ban ngày vào giờ Ngọ lại có gió nổi lên, ứng với ngựa đấy. Ly là văn chương, ứng với viên lại đấy. Thân mùi là cọp, cọp là đại nhân, ứng với người cha đấy.” Có chim trĩ trống vào nhà Trực, đậu trên đầu cây cột treo phong linh, khiến ông ta rất lấy làm bất an, đòi Lộ làm quẻ; Lộ nói: “Đến tháng năm thì được thăng quan.” Bấy giờ là tháng ba, tới kỳ hẹn, Trực quả nhiên được làm Bột Hải thái thú. 
Vào lúc được nghỉ, Lộ ghé thăm quan thái thú họ Nghê của quận Thanh Hà. Bấy giờ hạn hán, Nghê hỏi Lộ khi nào mưa, Lộ nói: “Đêm nay sẽ mưa.” Hôm ấy tạnh ráo, cả ngày không có vẻ gì, thuộc quan cùng Thanh Hà huyện lệnh ngồi đấy, đều cho rằng không đúng. Đến giữa canh một, trăng sao đều mất, gió mây cùng dậy, làm nên cơn mưa sảng khoái. Vì vậy Nghê thịnh soạn lễ chủ nhân, cùng nhau vui vẻ. 

### Xem tướng
Anh họ của Lộ là Quản Hiếu Quốc, sống ở Xích Khâu; Lộ đến thăm ông ta, gặp 2 người khách ở đấy. Sau khi khách đi, Lộ nói với Hiếu Quốc rằng: “Hai người này ở khoảng giữa thiên đình với miệng, tai đều có khí gở, tai vạ cùng đến, đôi hồn không mả,  mùi nồng rượu độc, trời trong đêm tối, Khảm làm quan quách, Đoái làm xe tang,  gởi hồn ở bể, xương trả về nhà, chẳng bao lâu nữa sẽ cùng chết đấy.” Vài mươi ngày sau, hai người uống rượu say, cùng ngồi xe trong đêm; bò giật mình nhảy khỏi đường, rơi xuống sông Chương; khiến cả hai chết đuối. 
Ngày 28 tháng 12 ÂL năm Chánh Thủy thứ 9 (248), Lộ được Lại bộ thượng thư Hà Yến mời đến nhà, khi ấy Đặng Dương cũng ở đấy. Yến nói với Lộ: “Nghe nói anh hiểu rõ thần diệu của hào, thử làm 1 quẻ, xem tôi có làm đến ngôi tam công hay không?” Lại hỏi: “Liên tiếp mơ thấy vài chục con nhặng, bâu ở trên mũi, đuổi không chịu đi, có ý gì chăng?” Lộ nói: “Ôi con vọ là loài chim hèn trên đời, khi chúng ăn quả dâu trong rừng, thì kêu tiếng vui tai, huống hồ lòng Lộ chẳng phải cỏ cây, sao dám không hết lòng? Xưa Nguyên, Khải giúp đỡ Trọng Hoa, ban ơn giữ hòa, Chu công phù tá (Chu) Thành vương, ngồi mà đợi sáng, mới có thể tạo phúc thiên hạ, muôn nước đều yên. Đây là điềm lành của chính đạo, chẳng phải bói toán có thể làm rõ. Nay chức vị của quân hầu nặng tựa núi non, thế như sấm sét, nhưng nhớ đức thì ít, sợ oai thì nhiều, e trái với đạo lý của việc cầu phúc nhờ thái độ cung kính cẩn thận. Còn mũi là quẻ Cấn, đây là núi ở giữa trời, cao mà không nghiêng, mới giữ được giàu sang lâu dài vậy. Mà nay con nhặng bẩn thối lại đậu ở đấy. Ngồi chỗ cao thì ngã, khinh hào kiệt thì mất, không thể không nghĩ đến cái số của kiêu căng, cái hạn của thịnh suy. Vậy nên núi ở dưới đất gọi là quẻ chữ Khiêm, sấm ở trên trời gọi là quẻ chữ Tráng; Khiêm thì nhiều bớt ít thêm, Tráng thì trái lẽ đừng làm. Chưa có chuyện bớt cái tôi mà không hiển hách vẻ vang, làm việc trái mà không tổn thương thất bại. Xin quân hầu trên kịp theo ý tứ 6 hào của Văn vương, dưới nghĩ về nghĩa lý thoán tượng của cha Ni, rồi sau đạt được ngôi tam công, đuổi được nhặng vậy.” 
Lộ quay về quê nhà, kể lại mọi chuyện cho cậu là Hạ đại phu, bị cậu trách mắng. Lộ nói: “Cùng người chết nói chuyện, còn sợ cái gì?” khiến cậu càng giận. Hơn 10 ngày sau, nghe tin bọn Yến, Dương bị giết, cậu mới khâm phục. 
Cậu hỏi Lộ: “Ngày trước gặp Hà, Đặng, đã có khí gở chưa vậy?” Lộ nói: “Dáng đi đứng của Đặng, gân không bó được xương, mạch không giữ được thịt, đứng dậy loạng choạng, như không chân tay, gọi là tướng quỷ táo. Vẻ hỏi han của Hà, hồn không giữ được nhà, máu không còn tươi màu, tinh thần vật vờ, dáng như củi khô, gọi là tướng quỷ u. Nên quỷ táo bị gió bắt, quỷ u bị lửa thiêu, là điềm báo tự nhiên, không thể che được.” 
Quản Thần nói với Lộ rằng: “Đại tướng quân (tức Tư Mã Chiêu) đãi anh có vẻ hậu, có muốn giành lấy giàu sang không?” Lộ than dài nói: “Tôi biết mình có giới hạn, bởi trời cho tôi tài trí, không cho tôi tuổi thọ, e được chừng 47, 48 tuổi, không thấy con gái lấy chồng, con trai lấy vợ đấy. Nếu được bỏ qua lần này, tôi muốn làm Lạc Dương huyện lệnh, có thể khiến cho người qua đường không nhặt của rơi, trống kêu oan không cần vang lên. Nhưng e rằng phải đến Thái Sơn trị quỷ, không được trị người sống, làm sao đây!” Thần hỏi lý do, Lộ nói: “Tôi, trên trán không nuôi được cốt lõi, trong mắt được giữ được tinh hoa, mũi không có xà cột, cẳng không có gót chân, lưng không có ba chữ Giáp (甲), bụng không có 3 chữ Nhâm (壬), đây đều là bằng chứng không sống lâu. Lại thêm bản mệnh của tôi ở Dần, còn sanh vào đêm nguyệt thực. Trời có quy luật, không thể tránh khỏi, chỉ là người ta không biết mà thôi. Tôi trước sau giúp gánh cái chết cho hơn trăm người, chắc không sai đâu.” Tháng 2 ÂL năm sau, Lộ mất, hưởng thọ 48 tuổi. 

### Phong thủy
Lộ theo quân đội đi về phía tây, qua mộ nhà Quán Khâu Kiệm, dựa cây than thở, tinh thần không vui. Người ta hỏi lý do, Lộ nói: “Cây rừng dẫu tươi tốt, nhưng không có dáng vẻ lâu dài; văn bia dẫu hay ho, nhưng không có con cháu coi giữ. Huyền Vũ giấu đầu, Thương Long không chân, Bạch Hổ ngậm thây, Chu Tước thương khóc, bốn nguy cơ đã đủ, phép đáng bị diệt tộc. Không quá 2 năm, sẽ ứng nghiệm thôi.” Rốt cục như lời ông. 

## Lý luận
Lộ đoán những việc lạ trong nhà Vương Cơ, thấy không có gì hại, nhân đó khuyên ông ta rằng: “Xưa cái vạc của Cao Tông, chẳng phải nơi chim trĩ đậu; cái sân của nhà Ân, chẳng phải chốn cây cỏ mọc. Vậy mà chim hoang đến đậu, Vũ Đinh là Cao Tông; dâu, kê mọc lên, Thái Mậu được hưng thịnh đấy. Dẫu biết 3 việc này chẳng phải điềm lành, mong phủ quân an thân dưỡng đức, chớ để ý nghĩ về quỷ thần làm vẩn đục tính lương thiện.” (ý nói Vương Cơ nên tu thân tích đức, sẽ tránh được ông trời trừng phạt) 
Người cùng quê là Nãi Thái Nguyên hỏi Lộ rằng: “Anh khi trước giúp Vương phủ quân bàn việc lạ, nói thư tá già là rắn, linh hạ già là quạ. Đấy vốn là người, sao hóa làm loài vật vậy? Chỉ dựa vào hào – tượng, sao anh biết được?” Lộ đáp: “Nếu chẳng phải tính và đạo trời, vì sao trái với hào – tượng mà dốc gan ruột như thế? Ôi sự thay thế của vạn vật, không có mãi một dáng vẻ, sự đổi khác của con người, không có mãi một cách thức, hoặc lớn thành bé, hoặc bé thành lớn, vốn không có hơn kém. Ôi sự thay thế của vạn vật, là đạo của mọi thứ đấy. Ấy mà Hạ Cổn là cha của thiên tử, Triệu vương Như Ý là con của Hán Cao Tổ, mà Cổn thành gấu vàng, Như Ý thành chó xám, ấy đều là bậc chí tôn mà trở thành loài mõm đen đấy. Huống hồ con rắn hợp với vị trí Thìn Tị, con quạ đậu ở trung tâm mặt trời, đây là hình tượng rõ ràng trong bóng tối, tia sáng rực rỡ giữa ban ngày; còn như thư tá, linh tá đem tấm thân nhỏ mọn hóa thành rắn, quạ cũng không quá đáng đâu!” 
Vương Kinh muốn khiến Lộ bói cỏ, nhưng tỏ ý nghi ngại, Lộ cười mà trách rằng: “Quân hầu là người hiển đạt ở châu, sao lại nói lời hẹp hòi! Xưa Tư Mã Quý Chủ có nói, người bói toán ắt phải tuân phép trời đất, mô phỏng 4 mùa, dựa vào nhân nghĩa. Phục Hy làm bát quái, Chu Văn vương lập 384 hào, nên thiên hạ được trị. Có bệnh thì chữa, sắp chết thì sống, có nạn thì tránh, có việc thì nên, gả con lấy vợ thì sanh nở tốt, há vì mấy ngàn tiền ư? Lấy đấy mà suy, là việc quan trọng vậy. Nếu là sự sáng tỏ của đạo thì thánh hiền không bỏ qua, huống hồ tôi là tiểu nhân, dám tránh né ư!?” Kinh chắp tay xin lỗi: “Lời trước là đùa mà thôi.” Vì thế Lộ làm quẻ, nói gì cũng đúng. 
Lưu Trường Nhân có tài biện bác, trước đã nghe Lộ có thể hiểu tiếng chim, sau khi gặp thì căn vặn ông rằng: “Con người lên tiếng (âm) gọi là nói (ngôn), chim thú lên tiếng (thanh) gọi là kêu (minh), nên biết nói là sanh linh cao quý có trí tuệ, biết kêu là sanh vật thấp hèn không trí tuệ, sao lại cho rằng tiếng kêu của chim là lời nói, làm rối loạn sự khác biệt do thần minh bày đặt như vậy? Khổng tử nói: ‘Tôi không cùng bầy với chim thú’, tỏ rõ sự mèn mọn của chúng vậy.” Lộ đáp rằng: “Trời dẫu có đại tượng nhưng không thể nói, nên vần các sao ở trên, giạt thần minh ở dưới, xem xét gió mây để nắm bắt khác lạ, điều khiển chim thú để giao tiếp quỷ thần. Nắm bắt khác lạ ắt dò biết lúc nổi lúc chìm, giao tiếp quỷ thần ắt cảm ứng tiếng cung tiếng thương, cho nên Tống Tương (công) thất bại, 6 con chim nghịch đều bay lui; Bá cơ sắp chết cháy, chim báo trước tai vạ; 4 nước chưa nổi lửa, gió đông bắc đã dậy, chim đỏ bay cạnh mặt trời, tai vạ xảy ra ở Kinh Sở. Đây là trời cao sai khiến, bùa sáng của tự nhiên. Xét luật lữ để biết gốc gác của âm thanh, đối với những việc mong muốn sẽ không lầm lành gở. Xưa, tổ tiên nước Tần nhờ công mà được phong, (Giới) Cát Lô nghe tiếng, chép ở kinh Xuân Thu, đều là chuyện có thật trong sách vở, chẳng phải lời hão của thánh hiền đâu. Nhà Thương nổi lên, nhờ cái trứng chim én đấy; (Chu) Văn vương nhận mệnh, chim đỏ ngậm sách. Đây là điềm lành của thánh nhân, vận tốt của nhà Chu, sao có thể xem là hèn mọn được? Ôi nghe tiếng chim kêu, tinh hoa ở (tinh thứ) Thuần Hỏa, kỳ diệu ở 8 thần, tự trái lẽ thường, giống như Tử Lộ đối với việc chết sống vậy.” Trường Nhân nói: “Anh nói dẫu nhiều, hay mà không thật, chưa thể tin được.” Ít lâu sau Lộ đoán đúng tiếng kêu của chim thước, Trường Nhân mới khâm phục. 
Bàn về thuật xem gió, Lộ từng nói: “Ôi gió tùy lúc mà động, hào theo tượng mà ứng, lúc ấy chịu sự sai khiến của thần linh, tượng ấy là cái dáng vẻ trong lúc ấy; đạo lý của một lúc, chẳng đáng xem là nạn.” Vương Hoằng Trực vốn có chút kiến thức, đến nay gặp cơn gió xoáy trong sân nhà, hỏi thế này đã là điềm báo tai dị hay chưa, Lộ đáp: “Đây chỉ là lông tóc của gió, sao đáng xem là lạ? Nếu các sao không sáng, chư thần đi loạn, 8 gió bùng phát, hơi giận bay vọt, núi lở đá bay, cây cối ngã rạp, tung bụi muôn dặm, ngẩng không thấy trời, chim thú trốn tránh, muôn dân sợ hãi, vì thế phải sai bọn Tử Thận lên đài cao, xem tình hình, xét tai nạn, đoán thời điểm, thế mới biết là suy nghĩ của thần sâu xa, con gió của linh đáng sợ!” 
Kết thúc cuộc tranh luận ở buổi đưa tiễn Gia Cát Nguyên, mọi người tỏ ra khâm phục Lộ, có bậc tuấn kiệt đương thời là Thái Nguyên Tài hỏi ông rằng: “Vốn nghe nói anh làm chó, sao ra vẻ là rồng vậy?” Lộ đáp: “Tiềm dương chưa đổi, chẳng phải điều mà anh biết được, có chăng là chó mới nghe được tiếng rồng ru!”  Sau khi Lộ đoán trúng cả 3 vật, Nguyên yêu cầu Lộ giải thích. Lộ bèn mở hào giãn lý, tách phú so tượng, nói đâu đúng đấy, diệu không thể tả. Nguyên và khách khứa chẳng ai sau khi nghe xong không khen ngợi, còn vui hơn cả chơi Xạ phúc. Trước khi lên đường, Nguyên răn Lộ rằng: “Tính anh thích rượu, uống cũng được đấy, nhưng không thể giữ mãi như thế, phải giảm bớt đi. Anh có tài biết tuốt, giải thích đã hay, thiên văn càng giỏi, nhưng vạ như dầu gặp lửa, không thể không cẩn thận. Dựa vào tài sáng suốt của anh, có thể dạo chơi khắp dải Ngân Hà, chẳng lo không được phú quý đâu.” Lộ nói: “Uống không hết rượu, trổ không hết tài, tôi muốn lấy rượu làm lễ, lấy tài làm ngu, còn lo gì nữa?” 
Lộ từ biệt Bùi Huy để lên kinh nhằm tiếp nhận đề cử Hiếu liêm, được Huy mách nước về đề tài khảo sát của Lại bộ thượng thư Hà Yến, ông cho rằng Yến giỏi mấy thì cũng chẳng hơn được mình: “Hà nếu hay khéo, cũng chỉ biết chất vấn sơ sài bên ngoài, chưa đến mức nhập thần. Nếu nhập thần thì phải suy thiên nguyên, tính âm dương, dò huyền hư, vẹn u minh, rồi mới nhận ra đạo là vô cùng, chứ nào nhàn rỗi nói chơi. Muốn so sánh Lão, Trang hơn kém, mà xen hào, tượng để nói bóng gió, chỉ là kỹ xảo tầm thường, chứ chẳng phải hay khéo gì đâu!”  Lộ đến Lạc Dương gặp Yến, quả nhiên Yến đem các đề tài ấy ra bàn luận, ông đều trả lời rõ ràng. Yến nói: “Anh bàn âm dương, đời này vô song.” Bấy giờ Đặng Dương cũng ngồi ở đấy, hỏi: “Anh đã nói là giỏi Dịch, mà không nhắc đến câu nào trong Dịch, sao vậy?” Lộ đáp ngay: “Ôi giỏi Dịch thì không bàn Dịch.” Yến khen rằng: “Có thể nói là lời trọng yếu không rườm rà vậy.”  Nhân đó Yến mời Lộ làm quẻ đoán xem mình có làm đến tam công hay không? Lộ mượn chuyện xưa để khuyên răn hai người,   Dương nói: “Đây là người già nói xàm.” Lộ đáp rằng: “Ôi người già không còn là người, nói xàm xem như chưa nói.”  Yến từ tạ: “Biết một chút sự thần kỳ ấy, người xưa cho là khó; mới quen mà thổ lộ chân thành, người nay cho là khó. Nay anh một lúc làm được 2 việc khó, có thể nói là ‘đức hạnh mới thơm’. (Kinh) Thi chẳng nói đó sao: ‘Cất mãi trong lòng, ngày nào quên được.’”  rồi nói: “Sang năm sẽ gặp lại.” (ý muốn tiễn khách) 
Nhân dịp Lộ được nghỉ, Bùi Huy hỏi về Hà Yến, Lộ đánh giá: “Tài của ông ấy như nước trong bồn chậu, thấy được thì trong, còn không thấy thì đục. Dù hiểu biết rộng, mà không chuyên tâm, thì chẳng thành tài. Muốn lấy nước trong bồn chậu, tạo nên hình của tòa núi, thì không thể làm được, bởi vậy dùng trí tuệ để mê hoặc. Hễ nói về Lão, Trang thì khéo mà nhiều văn vẻ, nói về nghĩa cơ bản của Dịch thì đẹp mà nhiều dối trá; văn vẻ thì đạo hão, dối trá thì ý rỗng; gọi tài cao thì nông cạn mà khô kiệt, gọi tài vừa thì tản mạn mà đơn lẻ, Lộ cho là tài kém cỏi vậy.” Bùi Huy đồng tình. 
Nghiệp huyện Điển nông hiệu úy Thạch Bao (cha của Thạch Sùng) hỏi Lộ rằng: “Nghe nói đồng hương của anh là Trạch Văn Diệu biết ẩn thân, chuyện ấy đáng tin hay không?” Lộ nói: “Đây chỉ là số của âm dương che dấu, ví được số ấy, thời bốn Nhạc có thể giấu, sông biển có thể trốn. Huống hồ thân hình 7 thước, dạo trong sự thay đổi, giãn mây mù để náu thân, bày Kim – Thủy để xóa vết, pháp thuật đủ số thì tính toán xong, không đáng gọi là khó.” Bao nói: “Muốn nghe sự diệu kỳ ấy, anh hãy bàn về thuật số của nó đi.” Lộ nói: “Ôi vật chẳng tinh hoa không phải thần linh, số chẳng diệu kỳ không phải pháp thuật, nên tinh hoa ấy là sự kết hợp của thần linh, diệu kỳ ấy là sự gặp gỡ của trí tuệ, kết hợp những thứ tỉ mỉ, có thể hiểu được thì hiểu, khó lòng nói ra thành lời. Thế nên Lỗ Ban không thể nói về tay mình, Li Chu không thể nói về mắt mình. Cái khó của việc không nói, Khổng tử nói rằng ‘sách không hết lời’, là sự tinh tế của lời đấy, ‘lời không hết ý’, là cái mầu nhiệm của ý đấy, ấy đều là bình luận về thần và diệu đấy. Xin lấy ví dụ để chứng tỏ. Ôi mặt trời lên cao, vần quanh muôn dặm, chẳng gì không rọi, đến khi lặn rồi, chỉ còn là tia sáng của hòn than nên không thể nhìn rõ gì nữa. Ngày mười lăm, ánh trăng trong vắt soi đêm, có thể nhìn thấy chỗ xa, đến lúc ban ngày thì sáng chẳng bằng gương. Nay trốn mặt trời, mặt trăng ấy ắt là số của âm dương, số của âm dương thông suốt muôn loài, chim thú còn thay đổi, huống hồ con người! Ôi được số ấy diệu, được thần ấy linh, không những người sống có chứng cứ, người chết cũng có điềm báo. Cho nên Đỗ Bá mặc áo mũ đỏ mà hiện hồn, Bành Sinh mượn thân thể heo mà hiện hình. Ấy nên người sống có thể ra cũng có thể vào, người chết có thể hiện cũng có thể nấp, đây là tinh khí của vật thể, hóa làm du hồn, người và quỷ cảm ứng lẫn nhau, số khiến cho như thế đấy.” Bao nói: “Tôi thấy lý sự về âm dương, không ai bằng anh, anh sao không ẩn thân?” Lộ nói: “Ôi chim trên không trung, yêu vẻ thanh cao, không muốn làm cá ở Giang, Hán; cá ở ao vực, yêu sự ướt át, không đổi làm chim cưỡi trên gió; do tính chất khác mà số phận không giống đấy. Kẻ hèn muốn tự sửa mình để hiểu rõ đạo lý, giữ thẳng mình để gần lẽ phải, thấy số không cho là khác, thấy thuật không cho là lạ, sớm tối nghiên cứu, chăm chăm ôn việc cũ, còn tìm bí ẩn, làm việc lạ, chưa nhàn rỗi để nghĩ đến.” 
Bình Nguyên thái thú Lưu Bân muốn chú giải kinh Dịch, Lộ nói: “Lộ cho rằng cái kíp của việc chú giải kinh Dịch là kíp ở Thủy – Hỏa; tai nạn Thủy – Hỏa có kết quả tức thì, trong đục của Dịch lại kéo dài muôn đời, chẳng thể không trước thì ổn định tâm thần rồi sau đó cúi đầu suy nghĩ. Từ xưa đến nay, lắng nghe và lựa chọn lời bàn của thánh nhân, chưa có một phần của Dịch, Dịch làm sao có thể chú giải! Lộ không hiểu được thánh nhân vào đời xưa, làm sao phân biệt ngôi của Càn ở tây bắc, ngôi của Khôn ở tây nam. Ôi càn – khôn ấy là tượng của trời – đất, nhưng trời – đất lớn nhất, là vua – cha của thần linh, bụng chứa muôn vật, sanh sôi không đầu, sao đặt yên ổn 2 ngôi cùng 6 quẻ ngang hàng? Tượng thoán của Càn nói: ‘Đại tai càn nguyên, vạn vật tư thủy, nãi thống thiên.’ Ôi dòng (thống) ấy, là giống (thuộc) vậy, sao còn có ngôi khác vậy?” Bân nương theo các đạo lý trong Hệ từ truyện của kinh Dịch để chú giải, nhưng không nắm được yếu nghĩa. Lộ nhất nhất chỉ ra vấn đề, chỗ nào cũng phân tích đến cùng. Lộ nói: “Ôi Càn – Khôn ấy, là tổ tông của Dịch, nguồn gốc của thay đổi, nay minh phủ bàn trong đục mà có nghi ngờ, nghi ngờ thì không có thần linh, sợ chẳng phù hợp để chú Dịch đấy.” Lộ do vậy mà bàn về đạo của Bát quái và tinh hoa của hào – tượng, mở rộng đề tài, mọi thứ trở nên liên quan đến nhau. Bân thừa nhận là việc này quá khó, đành từ bỏ. Bân lại muốn theo Lộ học Xạ phúc, Lộ nói: “Nay minh phủ đã bị hư nhược tinh thần vì việc chú Dịch, thì nên dứt suy nghĩ ở việc bói cỏ thi. Bói cỏ là thuật số rõ ràng của trời đất, khế ước tối tăm của âm dương, cỏ thi đối với đạo là định ra lành gở của thiên hạ, sử dụng đối với thuật là thu lấy vụn vặt của thiên hạ. Nhỏ mọn, có thể nói là Dịch vậy.”  Lưu Bân lại nói: “Đây là nha môn của quận, liên tiếp có chuyện xấu, khiến người ta sợ hãi, tại sao thế?” Lộ nói: “Quận này sở dĩ tên Bình Nguyên, bởi vốn có đồng, núi không có gỗ đá, đều là đất cả; ngậm Âm không thể nhả mây, ngậm Dương không thể đẩy gió, âm dương dẫu yếu, cũng có chút thần; chút thần không chân thực, tụ nhiều gian ác, theo loài tìm nhau, võng lượng nên bầy. Có lẽ nhân cuối đời Hán chiến tranh loạn lạc, thây phơi máu chảy, vấy bẩn núi gò, hồn mạnh cảm nhau, thay đổi không chừng nên nhân lúc chiều tối, có nhiều hình thù quái dị vậy. Xưa Hạ Vũ bày văn minh, không hãi lạ rồng vàng, Chu Vũ (vương) tin thời cơ, không ngờ vực gió mạnh, nay minh phủ đạo đức cao vời, thần không sợ ma, tự được trời giúp, chẳng gì không lợi, xin giữ phúc lành để sáng ân sủng vậy.”   Bân cho là phải, lại hỏi: “Dịch nói ‘cương kiện đốc thật, huy quang nhật tân’, ấy là giống nhau hay không?” Lộ đáp: “Tên không giống nhau, sớm mai là huy, giữa trưa là quang.” 
Thanh Hà huyện lệnh Từ Quý Long cùng Lộ bàn luận về “rồng động thời mây Cảnh (mây lành) dậy, cọp gầm thời gió Cốc (gió đông) đến”, cho rằng sao Hỏa là rồng, sao Sâm là cọp, Hỏa hiện thì mây ứng, Sâm hiện thì gió đến, đây là cảm hóa của âm dương, không phải sự sắp đặt của rồng, cọp. Lộ nói: “Ôi bàn luận nên trước xét cái gốc, rồi sau tìm cái lý, lý mất thì then lệch, then lệch thì chuyên chủ vinh nhục. Nếu sao Sâm làm cọp, thì gió Cốc là gió của sương rét, gió của sương rét không có tên gió đông. Vậy nên lấy rồng là sao Dương, ngầm lấy làm Âm, u hồn thông với trời, khí giao hòa cảm động thần linh, hai vật phù hợp với nhau, nên có thể nổi mây. Ôi cọp ấy, sao Âm mà ở chỗ Dương, tựa cây gầm dài, hoạt động ở rừng nơi phương Tốn (đông nam), hai khí cảm động lẫn nhau, nên có thể vần gió. Cứ như nam châm hút được sắt, không thể hiện sự thần kỳ mà là loài kim tự tìm đến, có chứng cứ là chúng đã cảm ứng lẫn nhau. Huống hồ rồng có sự chuyển đổi giữa lặn và bay, cọp có sự thay đổi về văn minh, vời mây gọi gió, sao phải nghi ngờ?” Quý Long nói: “Ôi rồng nằm vực sâu, chẳng qua ở dưới đáy giếng, hổ gầm thê thiết, chẳng qua trong vòng trăm bước, hình thái – khí thế yếu ớt, thông suốt được chỗ gần, sao có thể giăng mây lành rồi ruổi gió đông?” Lộ nói: “Anh không thấy mồi Âm Dương nằm trong nắm tay, hình dáng không ra khỏi bàn tay, mà có thể trên dẫn lửa của Thái Dương, dưới dẫn nước của Thái Âm, trong lúc hít vào thở ra, hơi nước mênh mang. Ví như tinh khí cảm ứng lẫn nhau, thiên tượng ứng với 2 mồi (Âm Dương); ví như không cảm thông lẫn nhau, thì 2 phụ nữ sống cùng nhà, thái độ sẽ không hòa hợp. Đạo của tự nhiên, không có xa gần.” Quý Long nói: “Đời gặp việc chiến tranh, gây cảm ứng khiến gà, trĩ gáy trước, tại sao thế? Lại có kẻ bói toán, chỉ nhờ gà, trĩ vào giờ Tỵ (chi Tỵ tương ứng với rắn)?” Lộ nói: “Kẻ quyền quý có việc, gây cảm ứng với trời, trời đây là mặt trời, mặt trăng và các vì sao. Chiến tranh khiến dân lo, gây cảm ứng với vật, vật đây là chim thú ở núi rừng. Ôi con gà là muông của quẻ Đoái, hành Kim là tinh hoa của nhà binh, chim trĩ là loài chim của quẻ Ly, loài thú là thần linh của võ lực, nên sao Thái Bạch tỏa sáng thì gà gáy, sao Huỳnh Hoặc di chuyển thì trĩ sợ, bọn chúng đều cảm ứng với số mà hành động. Còn phép thuật của nhà binh, bày ở lục giáp, lục giáp đổi dời, bói toán không chừng. Cứ lấy việc quan tài vua Tấn có tiếng bò rống, trống đá thời Hồng Gia kêu ắt có chiến tranh, thì không chỉ dựa vào gà, trĩ vậy.” Quý Long nói: “Lỗ Chiêu công năm thứ 8, có đá nói chuyện ở nước Tấn, Sư Khoáng cho rằng làm việc không đúng lúc, khiến lòng dân oán hận, mới có vật không nói được mà nói được, về lý có hợp hay không?” Lộ nói: “Tấn Bình công quá mức xa xỉ, chuộng sửa cung thất, chặt đẵn cây rừng, tàn phá vàng đá, sức dân đã hết, oán đến núi chằm, thần đau người cảm, 2 tinh đều làm, vàng đá hòa hơi, thì quẻ Đoái làm miệng lưỡi, con yêu của miệng lưỡi, động vào đá thiêng. Truyền rằng khinh trăm họ, sửa thành quách, thời loài Kim không tuân lẽ thường, là như thế này đấy.” Quý Long thán phục, giữ Lộ ở lại vài ngày. Lộ đoán việc săn đã nghiệm, Quý Long nói: “Anh dẫu thần kỳ, nhưng tôi không giấu nhiều vật đấy, sao có thể biết cả được?” Lộ nói: “Tôi cùng trời đất dò xét thần linh, dùng cỏ thi và mai rùa để giao tiếp với họ, ôm lấy mặt trời, mặt trăng mà dạo chơi chốn mịt mù, tột cùng thay đổi mà nhìn ngắm thứ chưa xảy đến, làm sao vật ở gần có thể bưng tai mắt?” Quý Long cả cười, “Anh đã không khiêm tốn, còn nhớ lần bị làm khó gần đây chứ?” (nhắc đến Gia Cát Nguyên?) Lộ nói: “Anh còn chưa biết thế nào là lời khiêm tốn, sao có thể bàn luận? Ôi trời và đất là quẻ của Càn – Khôn, cỏ (thi) và mai (rùa) là số của bói toán, (mặt) trời và (mặt) trăng là tượng của Ly – Khảm, sự thay đổi là hào của âm dương, chốn mịt mù là nguồn của việc hóa (làm) thần, thứ chưa đến là đầu (tiên) của cõi u ám, đây đều là giường mối của Chu Dịch, gì mà kẻ hèn không khiêm tốn?” 
Lộ cho biết đêm nay sẽ mưa, Nghê thái thú chưa tin. Lộ nói: “Ngày 16 Nhâm Tý, là dịp Trực mãn, trong sao Tất đã có hơi nước, hơi nước phát ra, động vào Mão – Thìn, thế này ắt sẽ ứng nghiệm. Lại thêm trời sắp truyền hịch gọi năm sao, tuyên bố thẻ sao, bảo xuống sao Tỉnh, thông báo sao Cơ, sai triệu Lôi công, Điện mẫu, Phong bá, Vũ sư; các núi phát ra tiếng, những sông xói tinh hoa; Thiên hà rủ phúc lộc, thuồng luồng sinh linh tính; điện đỏ chằng chịt, nuốt nhả cõi mịt mù; tiếng sấm ù ù, hít thở linh tính mưa; gió đông thư thái, mọi nơi như một; thời gian ngắn ngủi, mọi vật nên hình. Trời có kỳ hạn, đạo có tự nhiên, không khó khăn gì.” Nghê nói: “Anh nói hay nhưng ít đáng tin, khiến tôi lấy làm băn khoăn.” Vì thế Nghê giữ Lộ ở lại, cho mời phủ thừa cùng Thanh Hà huyện lệnh (Từ Quý Long?). Nghê nói rằng nếu đêm nay trời mưa thì sẽ sửa sai bằng cách mời ăn 200 cân thịt nghé, nếu không mưa thì sẽ giữ lại 10 ngày. Lộ nói: “Nghĩ về phí tổn đi.” Đến lúc trời về chiều, vẫn không có chút mây, mọi người đều cười Lộ. Lộ nói: “Trên cây có gió tây thổi nhẹ, giữa cây có chim Âm hòa giọng. Lại thêm gió đông bắc nổi, nhiều chim cùng liệng, sẽ ứng nghiệm thôi.” Chốc lát, quả có gió đông bắc và chim hót. Mặt trời chưa lặn, đông nam có mây trên núi như tòa lầu trỗi dậy. Sau khi hoàng hôn, tiếng sấm vang trời. Đến giữa canh một, trăng sao đều mất, gió mây đều thịnh, khí trời từ 4 phương tụ họp, mưa lớn như thác đổ. Nghê cười nói với Lộ rằng: “Nói bừa mà trúng đấy, chẳng phải thần kỳ gì đâu.” Lộ nói: “Nói bừa mà trúng với ý trời, chẳng phải là khéo ru!” 
Hoa Dị cho biết Lộ bói không nhất định trúng, mười được bảy, tám. Dị hỏi lý do, Lộ đáp: “Về lý thì không sai nhầm, nhưng người đến xin bói ngờ rằng không nói đầy đủ sự thật, nên mới như vậy!’ 
Quản Thần từng muốn theo Lộ học nghề bói mai rùa và xem thiên văn, Lộ nói: “Anh không thể học được đâu. Ôi bói mai rùa chẳng phải tinh hoa nhất thì không thể biết số của nó, chẳng phải kỳ diệu nhất thì không thể thấy đạo của nó; cứ học Hiếu kinh, Thi, Luận (ngữ) thì đủ làm tam công, không cần khôn vặt như thế.” Thần bèn không học nữa. Con em họ Quản cũng chẳng ai có tài năng để Lộ truyền lại thuật pháp của mình. 

## Đánh giá
Quách Ân mỗi khi nghe Lộ nói, chưa từng không tỏ ra cảm khái, nói rằng: “Nghe được lời bàn rất đúng của anh, khiến tôi quên đi bệnh tật, đêm ngày đuổi theo mà không kịp, sao lại xa thế!”  Liệt Nhân huyện lệnh Bảo Tử Xuân thích kinh Dịch, hay bói toán, nghe được việc vợ của Lưu Phụng Lâm, cầu Lộ giải thích. Sau khi nghe Lộ nói xong, Tử Xuân tự nhận thì ra mình chẳng hiểu gì về kinh Dịch. 
Lộ đến thăm An Bình thái thú Vương Cơ, cùng ông ta bàn về kinh Dịch. Sau vài ngày, Cơ rất lấy làm vui vẻ, nói với Lộ rằng: “Đã nghe anh tiếng giỏi bói, muốn cùng anh đàm đạo. Anh có dị tài ở đời, đáng được ghi vào tre lụa đấy.” Sau chuyện ở nhà Tín Đô lệnh, Cơ muốn theo Lộ học kinh Dịch. Dù Lộ đã giảng giải tường tận, tỉ mỉ, Cơ không thể hiểu nổi, nói: “Mới nghe anh nói, cứ ngỡ có thể nắm được, cuối cùng đều là rối rắm. Đây là nhờ trời cho, chứ không phải tự người biết được.” Rồi từ bỏ. 
Vương Kinh mỗi khi bàn về Lộ, cho rằng ông nắm được tinh hoa của mây rồng, biết giữ gìn bản thân và giao thiệp quỷ thần, không chỉ có tài tổ hợp mà thôi. 
Lưu Bân giữ Lộ ở lại với mình 5 ngày, không lo công việc, chỉ cùng ông thanh đàm. Bân nói: “Mấy lần cùng Hà Yến bàn Dịch cùng đạo của Lão, Trang, đến mức tinh thần trôi xa, đều hóa ra đối đáp theo lệ, rõ ràng như Kim – Thủy, sum suê như núi rừng, trái với khi ở cùng anh.” 
Từ Quý Long che đậy 13 món đồ, mà Lộ đoán đúng cả, bèn than rằng: “Bói thì gọi là thánh, tính thì gọi là minh, há như thế này ru!” (ca ngợi Lộ thánh minh) 
Quản Thần cho biết Lộ sau khi đến kinh thành, đạt được tiếng tăm và quyền thế to lớn. Kẻ quyền quý chẳng ai không muốn cùng Lộ kết giao, khách khứa như mây, nhưng Lộ không kể sang hèn, đều lấy lễ mà tiếp đãi, cho rằng nếu không yểu mạng, thành tựu của Lộ chẳng thể lường được.  Nhờ vậy, Lộ giao thiệp với các danh sĩ đương thời là Bùi Huy, Hà Yến, Đặng Dương và anh em Lưu Thực, Lưu Trí, rất lấy làm vinh dự,  nhưng Bùi Tùng Chi phản bác trường hợp của anh em họ Lưu, nhận định họ là danh Nho theo lối chính thống, không quan tâm đến Huyền học.  Quản Thần so sánh việc Lộ mất trong an lành thì hơn hẳn cái chết khổ sở của Kinh Phòng đời Tây Hán, ở phương diện thiên văn thì không kém Cam Công, Thạch Thân Phu, xạ phúc thì không kém Đông Phương Sóc, xem tướng thì không kém Hứa Phụ, Đường Cử.  Quản Thần kể rằng quan thứ sử họ Mạnh của Kinh Châu (?) từng đòi Lộ giải thích phương pháp đoán vật của Đông Phương Sóc, nghe xong thì thở dài mà nói: “Tôi nghe anh bàn, tinh thần nhảy dựng, sợ muốn bay mất, sao mà sâu xa đến như vậy!” 

## Nghi vấn về năm sanh
Bùi Tùng Chi chỉ ra khác biệt ở Tam quốc chí và Biệt truyện: Trần Thọ chép Lộ mất năm Chánh Nguyên thứ 3 (256), hưởng thọ 48 tuổi, tức ông phải sanh vào năm Kỷ Sửu, hiệu Kiến An thứ 14 (209); Quản Thần chép lời của Lộ rằng “bản mệnh ở Dần”, tức ông phải sanh vào năm Canh Dần, hiệu Kiến An thứ 15 (210). Ngoài ra, năm Chánh Thủy thứ 9 (248), Lộ được cử Tú tài, Biệt truyện kể rằng ông khi ấy 36 tuổi, là lầm vậy. 

## Trước tác
Tác phẩm của Lộ để lại không nhiều. Quản Thần kể rằng sau khi ông nhận quan chức thì sống một mình ở nha môn, không đem theo con em để hầu hạ. Người đời ngỡ rằng Lộ có sách quý nên mới thành tài, vào lúc ông mất, nhân lúc bên cạnh không có thân nhân, thừa cơ trộm đi rất nhiều, đến nỗi hàng ngàn chỉ còn hơn 30 quyển. 
Đời sau ghi nhận một số tác phẩm của Lộ như sau: Chu Dịch lâm 4 quyển, Điểu tình nghịch chiêm 1 quyển,   Chu Dịch thông linh quyết 2 quyển, Chu Dịch thông linh yếu quyết 1 quyển.  Ngày nay đều không còn.

## Thành ngữ liên quan
- Lão sanh thường đàm (老生常谈) ý nói những lời lẽ lặp lại, cũ kỹ và nhàm tai.
- Yếu ngôn bất phiền (要言不烦), ý nói chuyện quan trọng thì đừng nói năng rườm rà.
- Hổ khiếu phong sanh, long đằng vân khởi (虎啸风生,龙腾云起), ý nói anh hùng gặp thời mà xuất hiện, đạt được ảnh hưởng lớn lao đối với xã hội.

## Gia đình
- Em trai Quản Quý Nho.
- Em trai Quản Thần, tự nhận được Lưu Thực khen có tài của Hiếu liêm, [BTC 12] được làm đến Châu chủ bộ, Bộ tòng sự. Đầu những năm Thái Khang (280 – 289), mất. [BTC 13] Thần là tác giả của Quản Lộ biệt truyện. [CDT 2] [TDT 2] [TU 2]

## Trong văn hóa
Lộ là nhân vật phụ trong Tam quốc diễn nghĩa, xuất hiện ở hồi 69 và hồi 106.
Hồi 69, Lộ được Hứa Chi tiến cử với Tào Tháo. Lời kể của Hứa Chi có nội dung được tổng hợp từ Biệt truyện và phần khảo xét của Bùi Tùng Chi. Sau khi gặp Tào Tháo, Lộ bói trúng 3 việc: Hạ Hầu Uyên tử trận, Lỗ Túc bệnh mất và hỏa hoạn ở Hứa Đô.  Câu chuyện này hoàn toàn được hư cấu vì khi đó Lộ mới lên 8 tuổi.
Hồi 106, Lộ trò chuyện với Hà Yến, Đặng Dương, dự báo họ sắp gặp tai vạ. Quả nhiên như vậy. 

## Khảo chứng

### Sử liệu chính
Tam Quốc chí quyển 29, Ngụy thư 29, Phương kỹ truyện: Quản Lộ
- Trần Thọ trước tác – Tam quốc chí, tài liệu đã dẫn:

1. ↑  Trần Thọ, tlđd: Quản Lộ tự Công Minh, người Bình Nguyên đấy.
2. ↑  Trần Thọ, tlđd: Cha làm Lang Da Tức Khâu [a] trưởng... Cha làm Lợi Tào [b]...
3. ↑  Trần Thọ, tlđd: Vào lúc bấy giờ, láng giềng của Lộ, cửa ngoài không đóng, không trộm cắp lẫn nhau đấy. Thanh Hà thái thú Hoa Biểu triệu Lộ làm Văn học duyện [c].
4. ↑  Trần Thọ, tlđd: Người quận An Bình là Triệu Khổng Diệu tiến cử ông với Ký Châu thứ sử Bùi Huy rằng: “Lộ tính hòa nhã rộng rãi, không ghen ghét với đời, ngửa ngắm thiên văn [i] hay như Cam Công, Thạch Thân, cúi xem Chu Dịch ngang với (Tư Mã) Quý Chủ [j]. Nay sứ quân sáng suốt đang chú tâm chốn hẻo lánh [k], để ý nơi xa xôi [l], Lộ nên đáp lại tiếng gọi trong bóng râm [m], nhận lấy cơ hội lập công danh [n].” Vì thế Huy vời Lộ làm Văn học tòng sự, sau khi gặp mặt thì rất hài lòng mà kết làm bạn. Lộ dời chức đến quận Cự Lộc (thuộc Ký Châu), được thăng làm Trị trung, Biệt giá.
5. ↑  Trần Thọ, tlđd: Năm Chánh Thủy thứ 9 (248), Lộ được cử Tú tài [ae].
6. ↑  Trần Thọ, tlđd: Tháng 9 năm ấy, làm Thiếu phủ thừa. Tháng 2 năm sau, mất, tuổi 48.
7. ↑  Trần Thọ, tlđd: Dung mạo xấu xí, không uy nghi [af] mà ham rượu, ăn uống nói đùa, không cự tuyệt [ag] người khác biệt thân phận [ah], nên người đời phần nhiều thì yêu mà không kính đấy.
8. ↑  Trần Thọ, tlđd: Dân huyện Lợi Tào là ba anh em Quách Ân đều bị khoèo, khiến Lộ thệ xem lý do là gì.
9. ↑  Trần Thọ, tlđd: Lộ rằng: “Quẻ nhắc đến mộ gốc nhà anh, trong mộ có nữ quỷ, chẳng phải bá mẫu thì cũng là thúc mẫu của anh. Khi xưa mất mùa đói kém, tham lợi ích là mấy thăng gạo, xô người ta xuống giếng, nghe tiếng kêu the thé, đẩy thêm tảng đá, ghè vỡ đầu ra, cô hồn đau oan, tố cáo lên trời.” Vì thế Ân chảy nước mắt phục tội.
10. ↑  Trần Thọ, tlđd: Vợ của người quận Quảng Bình là Lưu Phụng Lâm bệnh nặng, đã mua quan khí. Bấy giờ là tháng giêng, Phụng Lâm khiến Lộ xem bói, ông nói: “Mệnh tận vào lúc giữa trưa ngày Tân Mẹo, tháng 8.” Phụng Lâm không cho là đúng, mà bệnh của vợ cũng dần bớt, đến mùa thu phát động, đúng như lời Lộ.
11. ↑  Trần Thọ, tlđd: Lộ vãng kiến An Bình thái thú Vương Cơ, Cơ lệnh làm quẻ, Lộ nói: “Sắp có người đàn bà ti tiện [bd] sanh 1 bé trai, rơi xuống đất liền chạy vào trong bếp rồi chết. Rồi trên giường sắp có 1 con rắn lớn ngậm bút, mọi người xúm lại nhìn xem, chốc lát thì bỏ đi. Lại có con quạ bay vào nhà, đánh nhau với chim én, én chết, quạ đi. Đấy là 3 việc lạ.” Cơ cả sợ, hỏi ông cát hung. Lộ nói: “Chẳng qua phòng khách lâu ngày, si mị – võng lượng tác quái [be] đấy. Đứa trẻ mới sanh đã biết chạy, không phải tự chạy, chẳng qua loài yêu Tống Vô Kỵ [bf] đem nó vào bếp đấy. Rắn lớn ngậm bút, là thư tá già đấy. Quạ đánh nhau với én, là linh hạ [bg] già đấy. Nay trong quẻ thấy tượng mà không thấy điềm gở, chẳng có đặc trưng của yêu gây hại, không việc gì phải lo.” Sau rốt không có hoạn.
12. ↑  Trần Thọ, tlđd: Bấy giờ phụ nữ nhà Tín Đô [bh] lệnh kinh khủng, thay nhau bệnh tật, ông ta khiến Lộ bói cỏ. Lộ nói: “Góc tây của gian bắc nhà anh có 2 thây đàn ông, 1 người cầm mâu, 1 người cầm cung tên, đầu ở trong tường, chân ở ngoài tường. Người cầm mâu muốn đâm vào đầu, nên đầu đau nặng không nhấc lên được; người cầm cung tên muốn nhắm vào bụng, nên bụng đau quặn không thể ăn uống được. Ngày thì trôi dạt, đêm thì gây bệnh, nên khiến người nhà kinh hãi.
13. ↑  Trần Thọ, tlđd: Vì vậy đào dời hài cốt, trong nhà đều khỏi.
14. ↑  Trần Thọ, tlđd: Thanh Hà Vương Kinh rời quan về nhà, cùng Lộ tương kiến. Kinh nói: “Gần đây có việc lạ, khiến tôi rất không vui, muốn phiền làm quẻ.” Quẻ thành, Lộ nói: “Hào cát, không có gì lạ. Ban đêm anh đứng trước cửa phòng, có 1 vệt sáng như én, sẻ, bay vào trong ngực, râm ran phát ra tiếng, khiến tâm tình không yên, lần lữa cởi áo, kêu gọi đàn bà trong nhà, tìm kiếm ánh sáng còn sót lại.” Kinh cả cười: “Thật như anh nói.” Lộ nói: “Cát, là điềm báo thăng quan đấy, sắp ứng nghiệm rồi.” Ít lâu, Kinh làm Giang Hạ thái thú.
15. ↑  Trần Thọ, tlđd: Mới ứng châu triệu, cùng em là Quý Nho đi cùng xe, đến phía tây huyện Vũ Thành, tự bói lành gở, nói với Nho rằng: “Sắp thấy 3 con li trong thành cũ, như vậy thì vẻ vang.” Đi đến góc thành cũ phía tây sông, thấy rõ 3 con li ở bên thành, hai anh em đều vui mừng.
16. ↑  Trần Thọ, tlđd: Ban đầu Lộ ghé thăm Ngụy quận thái thú Chung Dục, cùng luận nghĩa của Dịch, Lộ nhân đó nói: “Bói có thể biết ngày sanh – mất của anh.” Dục khiến bói cỏ ngày tháng sanh của ông ta, như lời không sai lầm. Dục cả ngạc nhiên, nói: “Anh đáng sợ đấy. Chết phó mặc trời, không phó mặc anh.” Rồi không bói cỏ nữa.
17. ↑  Trần Thọ, tlđd: Dục hỏi Lộ: “Thiên hạ đang thái bình phải không?” Lộ nói: “Đương thời [bp] bốn chín bay lên trời, gặp đại nhân thì lợi, [bq] thần võ dựng nên, vương đạo sáng rõ, sao lo không bình?” Dục chưa hiểu lời Lộ, không lâu, bọn Tào Sảng bị tru, mới giác ra được.
18. ↑  Trần Thọ, tlđd: Quán Đào lệnh Gia Cát Nguyên thăng Tân Hưng thái thú, Lộ đến tổ tiễn [bt] ông ta, tân khách đều tụ họp.
19. ↑  Trần Thọ, tlđd: Nguyên tự đứng dậy lấy trứng én, tổ ong, con nhện đậy lại, khiến xạ phúc. Quẻ thành, Lộ rằng: “Vật thứ nhất ngậm hơi đợi đổi, nương ở hiên nhà, trống mái nên hình, lông cánh thư thả mở ra, đây là trứng én vậy. Vật thứ 2 cả nhà treo ngược, cửa ngõ rất nhiều, giấu tinh nuôi độc, đến thu thì hóa, đây là tổ ong vậy. Vật thứ 3 chân dài run rẩy, nhả tơ thành màn, giăng lưới kiếm ăn, lợi vào đêm tối, đây là con nhện vậy.” Cử tọa kinh hỷ.
20. ↑  Trần Thọ, tlđd: Bình Nguyên thái thú Lưu Bân lấy túi ấn và lông sơn kê đậy lại, khiến Lộ bói cỏ. Lộ nói: “Trong vuông ngoài tròn, năm sắc thành văn [ca], ngậm báu giữ tín, xuất thời hữu chương [cb], đây là túi ấn đấy. Núi cao chót vót [cc], có chim mình đỏ, lông cánh huyền hoàng [cd], hót không bỏ sáng, đây là lông sơn kê đấy.”
21. ↑  Trần Thọ, tlđd: Thanh Hà [ce] lệnh Từ Quý Long khiến người đi săn, lệnh Lộ bói cỏ xem họ bắt được gì. Lộ nói: “Sắp bắt được thú nhỏ, không phải chim nhà, dẫu có nanh vuốt, nhỏ mà không mạnh, dẫu có văn chương [cf], sẫm mà không rõ, chẳng cọp chẳng trĩ, tên nó là lửng.” Người đi săn trở về, quả như lời Lộ. Quý Long lấy 13 món đồ, bỏ vào trong tráp, khiến Lộ xạ. Nói: “Trong túi lẫn lộn có 13 món đồ.” Trước nói con gà, sau kể nhộng tằm, rồi nhất nhất kể tên ra, chỉ đem lược thưa (sơ) làm lược bí (tì) mà thôi.
22. ↑  Trần Thọ, tlđd: Lộ lại đến Quách Ân gia, có phi cưu đến trên đầu xà, tiếng kêu rất buồn. Lộ rằng: “ông già từ phương đông đến, mang theo 1 con heo sữa, 1 bầu rượu. Chủ nhà dẫu vui, nhưng gặp chút chuyện.” Hôm sau quả nhiên có khách, như lời của Lộ. Ân đòi khách bớt rượu, kiêng thịt, cẩn thận củi lửa, rồi bắn gà để ăn, mũi tên xuyên qua khoảng trống cây cối, bắn trúng cánh tay bé gái mới vài tuổi, chảy máu gây sợ hãi.
23. ↑  Trần Thọ, tlđd: Lộ đến nhà An Đức lệnh Lưu Trường Nhân, có chim thước đậu trên cửa mà kêu, tiếng rất gấp. Lộ rằng: “Thước nói đông bắc có vợ mới giết chồng, đổ thừa chồng với láng giềng ở mé tây [ch] có vướng mắc [ci], còn chưa hết ngày vào khoảng của Ngu Uyên [cj], người tố cáo sẽ đến.” Đến khi ấy, quả nhiên có người cùng Ngũ [ck] ở phía đông bắc đến tố cáo: vợ nhà láng giềng giết chồng, nói dối người ở nhà mé tây cùng chồng có hiềm khích, đến giết chồng mình.
24. ↑  Trần Thọ, tlđd: Lộ đến nhà của Liệt Nhân điển nông [cl] Vương Hoằng Trực, có gió lốc cao hơn 3 thước, từ hướng Thân bay đến, ở trong sân cuồn cuộn xoay vần, nghỉ chút lại nổi, hồi lâu mới dừng. Trực bèn hỏi Lộ, ông rằng: “Phương đông có viên lại coi ngựa đến, sợ rằng cha phải khóc con, biết làm sao được!” Hôm sau có viên lại ở Giao Đông đến, quả nhiên con trai của Trực mất. Trực hỏi duyên cớ, Lộ rằng: “Hôm qua là ngày Ất mẹo, ứng với trưởng tử đấy. Mộc rụng ở Thân, Đẩu kiến Thân [cm], Thân phá Dần, ứng với tang ma đấy. Ban ngày vào giờ Ngọ lại có gió nổi lên, ứng với ngựa đấy. Ly là văn chương, ứng với viên lại đấy. Thân mùi là cọp, cọp là đại nhân, ứng với người cha đấy.” Có chim trĩ trống vào nhà Trực, đậu trên đầu linh trụ, khiến ông ta rất lấy làm bất an, đòi Lộ làm quẻ; Lộ nói: “Đến tháng năm thì được thăng quan.” Bấy giờ là tháng ba. Tới kỳ hẹn, Trực quả nhiên làm Bột Hải thái thú.
25. ↑  Trần Thọ, tlđd: Sau được nghỉ, Thanh Hà Nghê thái thú. Bấy giờ thiên hạn, Nghê hỏi Lộ vũ kỳ, Lộ nói: “Đêm nay sẽ mưa.” Hôm ấy tạnh ráo, ngày không có vẻ gì, phủ thừa [cn] cùng lệnh đang ngồi, đều bảo không đúng. Đến giữa canh một, trăng sao đều mất, gió mây cùng khởi, làm nên khoái vũ. Vì vậy Nghê thịnh tu lễ chủ nhân, cùng nhau hoan lạc.
26. ↑  Trần Thọ, tlđd: Tộc huynh của Lộ là Hiếu Quốc, sống ở Xích Khâu; Lộ đến thăm ông ta, gặp 2 người khách. Sau khi khách đi, Lộ nói với Hiếu Quốc rằng: “Khoảng giữa thiên đình [co] với miệng, tai của hai người này đều có hung khí, tai vạ cùng đến, đôi hồn không mả,
27. ↑  Trần Thọ, tlđd: hồn gởi ở bể, cốt về ở nhà, chẳng bao lâu nữa sẽ cùng chết đấy.” Thêm vài chục ngày, hai người uống rượu say, cùng ngồi xe trong đêm, bò giật mình nhảy khỏi đường, rơi xuống sông Chương, đều chết đuối đấy.
28. ↑  Trần Thọ, tlđd: Ngày 28 tháng 12 ÂL, Lộ được Lại bộ thượng thư Hà Yến mời, Đặng Dương cũng ở nhà của Yến. Yến nói với Lộ: “Nghe nói anh hiểu rõ thần diệu của hào, thử làm 1 quẻ, xem tôi có làm đến ngôi tam công hay không?” Lại hỏi: “Liên tiếp mơ thấy vài chục con nhặng [cq], bâu ở trên mũi, đuổi không chịu đi, có ý gì chăng?” Lộ nói: “Ôi con vọ là loài chim hèn của thiên hạ, khi chúng ăn quả dâu trong rừng, thì kêu tiếng vui tai [cr], huống hồ lòng Lộ chẳng phải cỏ cây, sao dám không tận trung? Xưa Nguyên, Khải giúp Trọng Hoa, ơn huệ hòa thuận [cs], Chu công đỡ (Chu) Thành vương, ngồi mà đợi sáng [ct], mới có thể gởi phúc [cu] lục hợp [cv], muôn nước đều yên. Đây là điềm lành của việc đi đường ngay [cw], chẳng phải bặc thệ có thể làm rõ. Nay vị của quân hầu nặng tựa sơn nhạc, thế như lôi điện, nhưng nhớ đức thì ít, sợ oai thì nhiều [cx], e chẳng phải đức nhân nhiều phúc của sự cung kính cẩn thận [cy]. Còn mũi là quẻ Cấn, đây là núi ở giữa trời [cz], cao mà không chênh, nên giữ được giàu sang lâu dài vậy. Nay con nhặng bẩn thối mà đậu ở đấy. Ngồi chỗ cao thì ngã, khinh hào kiệt thì mất, không thể không nghĩ cái số của hại doanh [da], cái hạn của thịnh suy. Vậy nên núi ở dưới đất gọi là Khiêm, sấm ở trên trời gọi là Tráng; Khiêm thì nhiều bớt, ít thêm, Tráng thì trái lẽ đừng làm [db]. Chưa có bớt cái tôi mà không hiển hách vẻ vang, làm việc trái mà không tổn thương thất bại. Xin quân hầu trên kịp theo chỉ của 6 hào của Văn vương, dưới nghĩ về nghĩa của thoán tượng của cha Ni [dc], rồi sau tam công có thể quyết, nhặng có thể đuổi vậy.”
29. ↑  Trần Thọ, tlđd: Lộ về ấp xá, kể lại cuộc nói chuyện với cậu [dd], cậu mắng Lộ nói năng gay gắt [de]. Lộ nói: “Cùng người chết nói chuyện, còn sợ cái gì?” cậu cả giận, cho rằng Lộ điên rồ trái lẽ. Đầu năm, gió lớn tây bắc, cát bụi đầy trời, hơn mười ngày, nghe tin Yến, Dương đều tru [df], sau đó cậu mới phục.
30. ↑  Trần Thọ, tlđd: Năm Chánh Nguyên thứ 2, đệ Thần nói với Lộ rằng: “Đại tướng quân [di] đãi anh có vẻ hậu, có muốn giành lấy giàu sang không?” Lộ than dài nói: “Tôi biết mình có giới hạn, bởi trời cho tôi tài minh, không cho tôi niên thọ, khủng trong khoảng 47, 48, không thấy con gái lấy chồng, con trai lấy vợ đấy. Nếu được miễn lần này, tôi muốn làm Lạc Dương lệnh, có thể khiến cho đường không nhặt của rơi, dùi, trống không kêu oan [dj]. Nhưng khủng đến Thái Sơn trị quỷ, không được trị người sống, làm sao đây!” Thần hỏi cớ, Lộ nói: “Tôi, trên trán không nuôi được cốt, trong mắt được giữ được tinh, mũi không có xà cột, cẳng không có thiên căn [dk], lưng không có ba Giáp, bụng không có 3 Nhâm, đây đều là nghiệm của không thọ. Lại thêm bản mệnh của tôi ở Dần, còn sanh vào đêm nguyệt thực [dl]. Trời có thường số [dm], không thể được húy, chỉ là người ta không biết mà thôi. Tôi trước sau giúp gánh cái chết cho hơn trăm người, chắc không sai đâu.”...Tháng 2 năm sau, tốt, tuổi bốn mươi tám.
31. ↑  Trần Thọ, tlđd: Lộ theo quân tây hành, qua mộ nhà Quán Khâu Kiệm, dựa cây ai ngâm, tinh thần không vui. Người ta hỏi cớ, Lộ nói: “Cây rừng dẫu tươi, không có hình thế ưng lâu dài; văn bia dẫu hay, không có hậu nhân ưng coi giữ. Huyền Vũ giấu đầu, Thương Long không chân, Bạch Hổ ngậm thây, Chu Tước thương khóc [dn], bốn nguy đã đủ, phép đáng diệt tộc. Không quá 2 năm, sự ứng nghiệm đến vậy.” Rốt cục như lời ông.
32. ↑  Trần Thọ, tlđd: Dương nói: “Đây là thường đàm của lão sanh.” Lộ đáp rằng: “Ôi lão sanh xem như không sanh, thường đàm xem như không đàm.”
33. ↑  Trần Thọ, tlđd: Yến nói: “Sang năm sẽ lại gặp gỡ.”
34. ↑  Trần Thọ, tlđd: Bân nói: “Đây là quan xá của quận, liên tiếp có biến quái [go], lý ấy do đâu?” Lộ nói: “Ngờ rằng nhân loạn lạc cuối đời Hán, binh mã nhiễu nhương, thây lính đổ máu, ô nhiễm gò núi, vậy nên trời tối, có nhiều quái hình đấy. Minh phủ [gp] đạo đức cao diệu, tự được trời giúp [gq], xin yên bách lộc [gr], để sáng hưu sủng [gs].”

- Bùi Tùng Chi chú Tam Quốc chí, tlđd, dẫn Quản Thần – Quản Lộ biệt truyện:

1. ↑  Quản Thần, tlđd: Lộ được Hoa Thanh Hà triệu, làm Bắc huỳnh văn học, nhất thì sĩ hữu chẳng ai không than thở hâm mộ.
2. ↑  Quản Thần, tlđd: Người quận An Bình là Triệu Khổng Diệu tính sáng suốt lại có kiến thức, cùng Lộ có quan hệ Quản (Trọng), Bảo (Thúc Nha), nên từ huyện Phát Can đến trường quận gặp ông, nói: “Tấm lòng của anh sâu rộng, nên người đã khuất bằng một nửa, người còn sống không so được, phải rũ bỏ sự tầm thường mà vọt lên, bay lượn trên trời cao [e], sao lại ở nơi này. Nghe tin của anh, khiến tôi ăn không thấy ngon miệng đấy. Bùi sứ quân ở Ký Châu tài năng trong sạch, hiểu biết huyền hư [f], thường bàn luận kinh Dịch cùng đạo của Lão, Trang, chưa từng không chuyên chú như những bậc Nghiêm, Cù đấy [g]. Lại xem trọng tôi, có thể tin tưởng lẫn nhau. Nay sắp đến thăm, vì anh bày tỏ lòng thành cảm hóa cọp, chẻ vỡ đá.” Lộ nói: “Tôi không phải rồng ở vực sâu, sao có thể khiến ban ngày xảy ra tối tăm [h]? Nếu anh có thể nổi gió đông, dấy mây sớm, chí của tôi không lùi.”
3. ↑  Quản Thần, tlđd: Vì vậy (Triệu Khổng Diệu) đến gặp Bùi sứ quân. Sứ quân nói: “Gương mặt của anh làm sao mà tiều tụy vậy?” Khổng Diệu nói: “Trong mình có bệnh không thuốc chữa [o], nhưng thấy ở quận Thanh Hà có một con Kỳ Ký [p], chịu giam cầm ở chuồng phía sau nhiều năm, cách xa Vương Lương [q], Bá Nhạc [r] 180 dặm, không được phát huy khả năng [s], dấy lên gió bụi, do đó [t] mà tiều tụy.” Sứ quân hỏi: “Kỳ Ký bây giờ ở đâu?” Khổng Diệu nói: “Người quận Bình Nguyên là Quản Lộ, tự Công Minh, 36 tuổi, tính hòa nhã rộng rãi, không ghen ghét với đời, có thể nói là bậc hùng trong kẻ sĩ. Ngửa ngắm thiên văn hay như Cam Công, Thạch Thân, cúi xem Chu Dịch ngang với Quý Chủ, dạo chơi đạo thuật, hiểu thần vô cùng, có thể nói là bậc anh trong kẻ sĩ. Ôm ngọc thô nước Sở [u], ấp bảo vật dạ quang, mà quận Thanh Hà chọn làm Bắc huỳnh văn học, có thể nói là đau lòng nhức đầu đấy. Sứ quân đang muốn để ý nơi xa xôi, chú tâm chốn hẻo lánh, muốn khiến bậc minh chúa không phải trị vì đơn độc, kẻ ẩn dật không bị bỏ sót lâu ngày, gió lớn thổi đi thật xa [v], chẳng ai không chịu khuất phục [w], nên khiến Lộ đáp lại tiếng gọi trong bóng râm, nhận lấy cơ hội lập công danh, ắt có thể tuyên truyền [x] thịnh đức [y], vang danh [z] cả nước [aa].” Bùi sứ quân nghe vậy, thì khẳng khái nói: “Sao được như thế! Dẫu ở châu lớn cũng chưa gặp bậc dị tài có thể cởi bỏ nỗi phiền muộn của người ta, tôi đã nghĩ nên về kinh sư, để được luận đạo với người như vậy, thế mà chốn quê mùa [ab] lại có tài năng cao vời [ac] ư? Như vậy mà cứ chọn lấy, chẳng khiến giống Kỳ Ký trở thành ngựa quèn, ngọc nước Sở trở thành đá thường.” Lập tức truyền hịch triệu Lộ làm Văn học tòng sự. Lần gặp đầu, đàm đạo [ad] cả ngày, không biết mỏi mệt. Khi ấy trời nóng, dời ghế sang dưới cây ngoài sân, đến khi gà gáy báo sáng mới đứng dậy. Lần gặp sau, liền chuyển làm Cự Lộc tòng sự. Lần thứ ba, chuyển làm Trị trung. Lần thứ tư, chuyển làm Biệt giá.
4. ↑  Quản Thần, tlđd: Đến tháng 10, cử làm Tú tài.
5. ↑  Quản Thần, tlđd: Thể tính [ai] khoan đại [aj], phần nhiều nhẫn nhịn, không chê người ghét mình, không khen người yêu mình, thường muốn lấy đức báo oán. Luôn nói: “Trung hiếu tín nghĩa, là căn bản của con người, không thể không đầy đặn; liêm (thanh liêm) giới (cảnh giới) tế (tỉ mỉ) trực (ngay thẳng), là trang sức của kẻ sĩ, không đủ để làm việc.”
6. ↑  Quản Thần, tlđd: Ông hiếu thảo với cha mẹ, hết lòng với anh em, hòa thuận với bạn bè, đều lấy nhân hòa xử thế, trọn đời không có khiếm khuyết; kẻ sĩ tang bĩ [ak], đều chịu phục ông.
7. ↑  Quản Thần, tlđd: Tự nói: “Người hiểu tôi ít, nên tôi quý vậy, há phải chặn dòng Giang, Hán, mới thấy sự rõ ràng của việc xói đá hay sao? Vui vẻ cùng Quý Chủ luận đạo, không muốn ngồi cùng thuyền với ngư phủ, là chí của tôi đấy!
8. ↑  Quản Thần, tlđd: Thần trình bày rằng:...Lại tự nói đời này không có mong ước, muốn được Tử Thận nước Lỗ, Bì Táo nước Trịnh, Bốc Yển nước Tấn, Tử Vi nước Tống, Cam Công nước Sở, Thạch Thân nước Ngụy [al] cùng trèo lên Linh Đài [am], xé toạc bản vẽ của thần, suy tính 3 nguồn sáng [an], sáng tỏ điềm tai dị, vận dụng cỏ thi và mai rùa, tháo gỡ sự ngờ vực, không có cách nào để phục hận vậy.
9. ↑  Quản Thần, tlđd: Lộ được 8, 9 tuổi, rất thích ngửa mặt ngắm trời sao [ao], gặp ai cũng hỏi tên của chúng, đến đêm chẳng chịu đi ngủ. Cha mẹ thường cấm đoán, nhưng không thể ngăn được. Lộ nói: “Tôi dẫu nhỏ tuổi, nhưng thứ ưa thích chính là thiên văn. Gà nhà chim đồng, còn biết thời tiết, huống hồ người ta?” Lộ cùng trẻ con láng giềng chơi đất mềm, liền vẽ thiên văn, bày ra mặt trời, mặt trăng và các vì sao. Mỗi khi Lộ nói năng bàn bạc, lời lẽ đều không tầm thường, bậc kỳ lão túc học cũng không thể bắt bẻ, đều cho rằng ông có tài ‘đại dị’ [ap].
10. ↑  Quản Thần, tlđd: Cha của Lộ được làm Tức Khâu (huyện) trưởng thuộc quận Lang Da, bấy giờ ông đã 15 tuổi, bèn đến Quan xá [aq] đọc sách. Lộ mới đọc kinh Thi, Luận Ngữ rồi đến kinh Dịch, thì bắt đầu viết lách, văn chương rất hay. Khi ấy trường có hơn 400 chư sanh là người trong và ngoài quận, đều phục tài của ông. Lang Da thái thú Thiện Tử Xuân là người tao nhã lại có tài đức, nghe Lộ là tuấn kiệt ở trường, muốn gặp mặt, nên cha khiến ông đến thăm. Tử Xuân tập hợp hơn trăm tân khách, đều là kẻ sĩ giỏi ăn nói, Lộ hỏi Tử Xuân rằng: “Phủ quân là danh sĩ, lại thêm dáng vẻ tôn quý; Lộ còn nhỏ tuổi, mật chưa cứng rắn, nếu đưa mắt nhìn, sợ mất tinh thần, xin cho uống trước 3 thăng rượu ngon, rồi mới nói chuyện?” Tử Xuân rất vui, bèn rót 3 thăng rượu ngon, cho riêng mình Lộ. Sau khi uống rượu, Lộ hỏi Tử Xuân rằng: “Bây giờ người muốn đối đáp với Lộ là kẻ sĩ ngồi chung quanh phủ quân chăng?” Tử Xuân đáp: “Tôi muốn cùng anh lấy một chọi một [ar]”. Lộ nói: “Tôi mới đọc Thi, Luận, Dịch, học vấn nông cạn, chưa thể rút ra đạo của thành nhân, kể chuyện Tần, Hán, chỉ đành bàn việc kim, mộc, thủy, hỏa, thổ, quỷ thần nhé.” Tử Xuân nói: “Đây là thứ khó nhất ấy, mà anh cho rằng dễ à?” Vì thế Tử Xuân xướng lên bắt đầu cuộc biện luận, rồi bàn đến âm dương, lời lẽ như hoa trôi, càng nói càng xa [as], số ít nhắc đến kinh sách, phần nhiều nói về tự nhiên. Tử Xuân cùng các sĩ phu thay nhau công kích, vặn vẹo sắt bén, nhưng Lộ đối đáp từng người, nói chưa tận ý. Từ sáng đến chiều, chẳng ai thiết đến ăn uống. Tử Xuân nói với mọi người rằng: “Chàng trai trẻ này rất có tài năng, nghe anh ta nói bàn luận, giống như Du liệp phú của Tư Mã Khuyển Tử (tức Tư Mã Tương Như), sao mà lỗi lạc hùng tráng, thông minh như vậy thì có thể tỏ tường thuật số biến hóa của thiên văn địa lý, không chỉ lý luận suông đâu.” Vì thế Lộ nổi tiếng ở Từ Châu, được đặt hiệu là Thần đồng.
11. ↑  Quản Thần, tlđd: Dân huyện Lợi Tào là Quách Ân, tự Nghĩa Bác, có học vấn, giỏi Chu Dịch, Xuân Thu, lại biết thiên văn. Lộ theo Nghĩa Bác đọc Dịch, sau vài mươi ngày, hiểu rõ đạo lý, vượt qua cả thầy. Từ rày Lộ bày cỏ thi buông quẻ, suy nghĩ [at] kỳ diệu, bói việc bệnh tật, chết chóc, giàu nghèo, tang ma cho học trò trong trường, chưa từng sai lệch, chẳng ai không lấy làm lạ, gọi là thần nhân. Lộ lại theo Nghĩa Bác học thuật Ngưỡng quan, suốt 30 ngày thâu đêm không ngủ, rồi nói với ông ta: “Anh chỉ xem được mồ mả mà thôi, còn đến mức đoán vận hội, bàn tai dị [au], phải nhờ vào thiên phú của ta.” Lộ học chưa đến 1 năm, Nghĩa Bác ngược lại còn phải hỏi ông những yếu nghĩa trong Dịch và thiên văn.
12. ↑  Quản Thần, tlđd: Cập thành nhân, quả nhiên tỏ tường Chu Dịch, đối với đạo về thiên văn [av], phong giác [aw], chiêm, tướng, không gì không rành rẽ.
13. ↑  Quản Thần, tlđd: Thần trình bày rằng:... (Quản) Thần không quản (bản thân) ngu muội ít học [ax], nhờ vào thân tình anh em [ay], mấy lần hỏi han Lộ về các vấn đề bình xét (biện) nhân vật, phân tích hay dở (tích tang bĩ), chỉ trích đúng sai [az], (do Quản Thần) vụng về nên không được việc gì.
14. ↑  Quản Thần, tlđd: Thần trình bày rằng:...Hận Lộ tài cao mệnh ngắn, đạo sang gặp thời vận hèn, người hiền chịu xa lánh mai một, không được chép rõ trong chính sử, nên làm đứa em hèn mọn đối với những chuyện xưa đã thấy, bắt đầu từ sự mờ đục, rồi sự xa xôi về sau, đối với những chuyện bói toán đã ghi chép, dẫu không hiểu quẻ gốc, nhặt nhạnh tàn dư, mười được hai mà thôi. Còn những sự thiêng khéo của nghề xem thiên văn, nói về sự hưng – suy của Ngụy, Tấn, cho đến sự nổi – chìm của năm vận, tai nạn chiến tranh, mười không thu được một. Không nguồn làm sao thành sông? Không gốc làm sao tỏa sáng? Dẫu cúc mùa thu có thể hái, chẳng bằng hoa mùa xuân, ghi chép hăng hái [ba], giấu chịu buồn thẹn. Về sau quân tử, may mắn lấy cao minh để cầu cái nghĩa vậy.
15. ↑  Quản Thần, tlđd: Nghĩa Bác bày lễ chủ khách, mời một mình Lộ, trình bày nỗi khổ, lời rằng: “Ba anh em tôi đều bị khoèo, không biết tại sao? Thử giúp tôi làm quẻ, để biết nguyên do. Nếu có vạ xấu gì, thì đạo trời tha cho người, nay anh giúp tôi cầu phúc với thần linh [bb], chẳng phải yêu mến gì tôi. Anh em tôi đều sắp chết, nhờ việc này mà sống lại.”
16. ↑  Quản Thần, tlđd: Lộ bèn làm quẻ, biết việc chẳng lành. Gặp lúc trời tối, Lộ bèn nghỉ lại; đến nửa đêm, nói với Nghĩa Bác rằng: “Tôi đã bói được rồi.”
17. ↑  Quản Thần, tlđd: (Lộ) nói xong, Nghĩa Bác lấy áo thấm nước mắt, rằng: “Cuối đời nhà Hán [bc], thật có việc ấy. Anh không nói với tôi, vì ngại ấy. Tôi không nói ra ngoài, vì lễ ấy...”
18. ↑  Quản Thần, tlđd: “...Anh em tôi bị khoèo hơn 30 năm, chân như có gai, không thể chữa được, chỉ mong không truyền đến con cháu.” Lộ nói hành Hỏa không dứt, nhưng hành Thủy không thừa, không ảnh hưởng đến con cháu.
19. ↑  Quản Thần, tlđd: Vương Cơ lập tức sai Tín Đô lệnh đào nhà, xuống sâu 8 thước, quả nhiên tìm được 2 cái quan tài, 1 quan có mâu, 1 quan có cung bằng sừng và tên, tên đã lâu ngày, gỗ cũng mục nát, nhưng sắt với sừng vẫn còn. Kíp dời hài cốt ra ngoài thành 10 dặm để chôn đi, trong nhà không còn bệnh tật.
20. ↑  Quản Thần, tlđd: Ngụy quận thái thú Chung Dục, thanh nhã [bj] có tài, hỏi khó Lộ hơn 20 vấn đề trong kinh Dịch, tự cho là tinh hoa nhất trong các nan đề [bk] đấy. Lộ nhất nhất trả lời, nói không vấp váp, chia đặt hào – tượng, nghĩa đều rất diệu. Dục lập tức tạ Lộ. Lộ bói biết ngày tháng sanh của Dục, Dục ngạc nhiên nói: “Thánh nhân tập trung dạy dỗ [bl], liên kết [bm] sự vật, sao thông minh như thế [bn]!” Lộ nói: “Hai cõi u – minh [bo] cùng đổi, chết – sống một đường, miên man thái cực, cuối lại về đầu. Văn vương tổn mạng, không lấy làm lo, Trọng Ni lê gậy, không lấy làm sợ, bày đặt bói cỏ, nên xem hết ý.” Dục nói: “Sống là chuyện tốt, chết là chuyện xấu, buồn vui phân biệt, tôi không thể đầy đủ, hãy phó mặc trời, không phó mặc anh.”
21. ↑  Quản Thần, tlđd: Gia Cát Nguyên tự Cảnh Xuân, cũng là người có học, thích bói toán, mấy lần cùng Lộ chơi trò Đoán vật [bu], không thể làm khó được ông. Cảnh Xuân cùng Lộ muốn phân thắng bại, nhân Lộ đưa tiễn, có nhiều khách giỏi biện luận. Mọi người phần nhiều nghe tiếng Lộ giỏi bói, thiên văn, không biết ông có tài “đại dị”, vì thế ban đầu cùng Lộ bàn luận về nguồn gốc sách vở của thánh nhân, rồi đến điềm lành khi Ngũ đế, Tam vương nhận mệnh. Lộ hiểu rõ ý đồ của Cảnh Xuân, bèn mở ra chiến trường, tỏ vẻ không vững, giấu diếm thực hư [bv], đợi người đến đánh. Nguyên thua chạy [bw], quân sư rụt cổ, nhưng Nguyên vẫn nói mình nhìn thấy tinh kỳ của địch, còn thành trì đã hư hỏng rồi. Những người muốn đánh vì vậy đánh trống thổi tù, dựng thang mây, cung nỏ bắn ra tất cả, cờ nha [bx] dựng lên như mưa. Tiếp đó Lộ lên thành giương oai, mở cửa đón địch, trên luận Ngũ đế, như sông Giang sông Hán, dưới luận tam vương, như cuống cánh lông cánh. Tài năng của Lộ như hoa mùa xuân cùng nở, kẻ địch của ông như lá mùa thu gặp gió. Người nghe mơ hồ, không hiểu hết nghĩa, người nói im tiếng, chẳng ai không phục; dẫu Bạch Khởi chôn sống lính Triệu, Hạng Vũ gây nghẽn Tuy Thủy, cũng không hơn được. Vì thế khách đều muốn trói mình xin hàng [by], chịu bó tay ở dưới trống trận. Lộ vẫn cầm thuẫn đứng sừng sững [bz], chưa chịu đồng ý.
22. ↑  Quản Thần, tlđd: Đến hôm sau, lúc ly biệt,.. Cảnh Xuân nói: “Hôm nay chia xa, ngày nào gặp lại? Hãy cùng chơi Xạ phúc lần nữa!”
23. ↑  Quản Thần, tlđd: Nghĩa Bác theo Lộ học đoán tiếng chim, Lộ nói: “Anh tuy hảo đạo. thiên tài đã ít, lại không giải âm luật, khủng nan làm sư đấy.” Lộ nói về sự thay đổi của 8 gió [cg], số thứ tự của ngũ âm, dùng luật – lữ để xác định Thương của các loài chim, lục giáp để xác định đầu mối của thời gian, lật đi lật lại khiến cong queo, ra vào không dứt. Nghĩa Bác yên lặng suy nghĩ, tập trung vài ngày, rốt cục không được. Nghĩa Bác nói: “Tài không ra gì, khó lòng tìm ra điềm báo ở nghề này.” Bèn thôi.
24. ↑  Quản Thần, tlđd: mùi nồng rượu độc [cp], trời trong đêm tối, Khảm làm quan quách, Đoái làm tang xa,
25. ↑  Quản Thần, tlđd: Cậu là Hạ đại phu hỏi Lộ: “Ngày trước gặp Hà, Đặng, đã có hung khí chưa vậy?” Lộ nói: “Cùng người có vạ tụ họp, rồi mới biết thần minh rối bời [dg]; cùng người gặp lành gần gũi, mới biết cái diệu của việc thánh hiền tìm kiếm tinh hoa. Ôi dáng đi đứng của Đặng, thời gân không bó được xương, mạch không giữ được thịt, đứng dậy loạng choạng, như không có chân tay, gọi là quỷ táo (鬼躁). Vẻ hỏi han của Hà, thời hồn không giữ được nhà, máu không còn tươi màu, tinh sảng [dh] khói nổi, dáng như gỗ khô, gọi là quỷ u (鬼幽). Nên quỷ táo ấy bị gió bắt, quỷ u ấy bị lửa thiêu, điềm báo tự nhiên, không thể che được.”
26. ↑  Quản Thần, tlđd: Lộ vì Cơ làm quẻ, thấy ông ta vô cữu [do], nhân đó khuyên ông ta rằng: “Xưa cái vạc của Cao Tông, chẳng phải nơi chim trĩ đậu; cái sân của nhà Ân, chẳng phải chốn cây cỏ mọc. Vậy mà chim hoang đến đậu, Vũ Đinh là Cao Tông; dâu, kê mọc lên, Thái Mậu được hưng thịnh đấy. Dẫu biết 3 việc này chẳng phải điềm lành, mong phủ quân an thân dưỡng đức, chớ để ý nghĩ về quỷ thần làm vẩn đục tính lương thiện.”
27. ↑  Quản Thần, tlđd: Người cùng quê của Lộ là Nãi Thái Nguyên hỏi Lộ rằng: “Anh khi trước giúp Vương phủ quân bàn việc lạ, nói thư tá già là rắn, linh hạ già là quạ. Đấy vốn là người, sao hóa làm loài vật vậy? Chỉ dựa vào hào – tượng, sao anh biết được?” Lộ đáp: “Nếu chẳng phải tính và đạo trời [dp], vì sao trái với hào – tượng mà dốc gan ruột như thế? Ôi sự thay thế của vạn vật, không có mãi một dáng vẻ, sự đổi khác của con người, không có mãi một cách thức, hoặc lớn thành bé, hoặc bé thành lớn, vốn không có hơn kém. Ôi sự thay thế của vạn vật, là đạo của mọi thứ đấy. Ấy vậy Hạ Cổn là cha của thiên tử, Triệu vương Như Ý là con của Hán Cao Tổ, mà Cổn thành gấu vàng [dq], Như Ý thành chó xám [dr], ấy đều là bậc chí tôn mà trở thành loài mõm đen [ds] đấy. Huống hồ con rắn hợp với vị trí Thìn Tị, con quạ đậu ở trung tâm mặt trời, đây là hình tượng rõ ràng trong bóng tối, tia sáng rực rỡ giữa ban ngày; còn như thư tá, linh tá đem tấm thân nhỏ mọn hóa thành rắn, quạ cũng không quá đáng đâu!”
28. ↑  Quản Thần, tlđd: Kinh muốn khiến Lộ bói cỏ, nhưng tỏ ý nghi ngại, Lộ cười mà trách rằng: “Quân hầu là người hiển đạt ở châu, sao lại nói lời hẹp hòi! Xưa Tư Mã Quý Chủ có nói, người bói toán ắt phải tuân phép trời đất, mô phỏng 4 mùa, dựa vào nhân nghĩa. Phục Hy làm bát quái, Chu Văn vương lập 384 hào, nên thiên hạ được trị. Có bệnh thì chữa, sắp chết thì sống, có nạn thì tránh, có việc thì nên, gả con lấy vợ thì sanh nở tốt, há vì mấy ngàn tiền ư? Lấy đấy mà suy, là việc quan trọng vậy. Nếu là sự sáng tỏ của đạo thì thánh hiền không bỏ qua, huống hồ tôi là tiểu nhân, dám tránh né ư!?” Ngạn Vĩ (tên tự của Kinh) chắp tay xin lỗi: “Lời trước là đùa mà thôi.” Vì thế Lộ làm quẻ, lời ông đều nghiệm.
29. ↑  Quản Thần, tlđd: Bột Hải Lưu Trường Nhân có biện tài, trước đã nghe Lộ có thể hiểu tiếng chim, sau khi gặp thì căn vặn ông rằng: “Con người lên tiếng gọi là nói, chim thú lên tiếng gọi là kêu, nên biết nói là sanh linh cao quý có trí tuệ, biết kêu là sanh vật thấp hèn không trí tuệ, sao lại cho rằng tiếng kêu của chim là lời nói, làm rối loạn sự khác biệt do thần minh bày đặt như vậy? Khổng tử nói: ‘Tôi không cùng bầy với chim thú’, tỏ rõ sự mèn mọn của chúng vậy.” Lộ đáp rằng: “Trời dẫu có đại tượng [dt] nhưng không thể nói, nên vần các sao ở trên, giạt thần minh ở dưới, xem xét gió mây để nắm bắt khác lạ [du], điều khiển chim thú để giao tiếp quỷ thần [dv]. Nắm bắt khác lạ ắt dò biết lúc nổi lúc chìm, giao tiếp quỷ thần ắt cảm ứng tiếng cung tiếng thương, cho nên Tống Tương (công) thất bại, 6 con chim nghịch (鶂) đều bay lui [dw]; Bá cơ sắp chết cháy [dx], chim báo trước tai vạ; 4 nước chưa nổi lửa [dy], gió Dung đã dậy [dz], chim đỏ bay cạnh mặt trời, tai vạ xảy ra ở Kinh Sở [ea]. Đây là trời cao sai khiến, bùa sáng [eb] của tự nhiên. Xét luật lữ để biết gốc gác của âm thanh, đối với những việc mong muốn sẽ không lầm lành gở. Xưa, Tần Tổ nhờ công mà được phong, (Giới) Cát Lô nghe tiếng [ec], chép ở kinh Xuân Thu, đều là chuyện có thật trong điển mô [ed], chẳng phải lời hão của thánh hiền đâu. Nhà Thương nổi lên, nhờ cái trứng chim én đấy [ee]; (Chu) Văn vương nhận mệnh, chim đỏ ngậm sách [ef]. Đây là điềm lành của thánh nhân, vận tốt của nhà Chu, sao có thể xem là hèn mọn được? Ôi nghe tiếng chim kêu, tinh hoa ở Thuần Hỏa [eg], kỳ diệu ở 8 thần [eh], tự trái lẽ thường, giống như Tử Lộ đối với việc chết sống [ei] vậy.” Trường Nhân nói: “Anh nói dẫu nhiều, hay mà không thật, chưa thể tin được.” Ít lâu sau Lộ đoán đúng tiếng kêu của chim thước, Trường Nhân mới khâm phục.
30. ↑  Quản Thần, tlđd: Lộ lại rằng: “Ôi gió tùy lúc mà động, hào theo tượng mà ứng, lúc ấy chịu sự sai khiến của thần linh, tượng ấy là cái dáng vẻ trong lúc ấy; đạo lý của một lúc, chẳng đáng xem là nạn.” Trực từng theo Đại học [ej], biết Đạo thuật, nhưng đều không rành rẽ. Đến này cùng Lộ chứng kiến luồng gió xoáy trong sân, Trực hỏi: “Sự thay đổi của gió, là thế này chăng?” Lộ đáp: “Đây chỉ là lông tóc của gió, sao đáng xem là lạ? Nếu các sao không sáng, chư thần đi loạn, 8 gió bùng phát, hơi giận bay vọt, núi lở đá bay, cây cối ngã rạp, tung bụi muôn dặm, ngẩng không thấy trời, chim thú trốn tránh, muôn dân sợ hãi, vì thế phải sai bọn Tử Thận [ek] lên đài cao, xem tình hình, xét tai nạn, đoán thời điểm, thế mới biết là suy nghĩ của thần sâu xa, con gió của linh đáng sợ!”
31. ↑  Quản Thần, tlđd: Đến hôm sau, vào lúc chia tay, mọi người mới dốc gan ruột ra nói cho cạn lời. Bấy giờ bậc tuấn kiệt trong nước có 8, 9 người ở đấy, Thái Nguyên Tài có phẩm hạnh nhất trong đám bạn bè, đứng giữa mọi người mà nói rằng: “Vốn nghe nói anh làm chó, sao ra vẻ là rồng vậy?” Lộ nói: “Tiềm dương [el] chưa đổi, chẳng phải điều mà anh biết được, có chăng là chó mới nghe được tiếng rồng ru!”
32. ↑  Quản Thần, tlđd: Lộ chiêm đã đều trúng. Cảnh Xuân cả cười: “Anh giúp tôi giải thích quẻ này, cởi khúc mắc trong lòng tôi.” Lộ làm mở hào giãn lý, tách phú so tượng, nói đâu đúng đấy, diệu không thể tả. Cảnh Xuân với khách khứa chẳng ai sau khi nghe xong không khen ngợi, còn vui hơn cả chơi Xạ phúc. Cảnh Xuân cùng Lộ từ biệt, răn ông 2 việc: “Tính anh thích rượu, uống cũng được đấy [em], nhưng không thể giữ mãi như thế, phải giảm bớt đi. Anh có tài biết tuốt [en], giải thích đã hay, thiên văn càng giỏi, nhưng vạ như dầu gặp lửa, không thể không cẩn thận. Dựa vào tài sáng suốt của anh, có thể dạo chơi khắp dải Ngân Hà [eo], chẳng lo không được phú quý đâu.”
33. ↑  Quản Thần, tlđd: Lộ từ biệt Bùi sứ quân, sứ quân nói: “Hai thượng thư Đinh (Mật), Đặng (Dương) có tài năng giúp nước [ep], đối với lý luận sự vật [eq] thì không rành đâu. Hà thượng thư thông minh [er] tinh tế [es], nói gì cũng hay khéo, hay khéo đến mức chẻ được cả sợi lông, anh nên cẩn thận! (Hà Yến) tự nói không lý giải được 9 việc trong kinh Dịch, ắt sẽ đem ra hỏi. Nếu đến Lạc, thì nên rành rẽ những lý luận ấy!” Lộ nói: “Hà bằng hay khéo, lấy tài chất vấn [et] để dạo chơi bên ngoài, chưa đến mức nhập thần. Ôi nhập thần [eu] ấy, phải suy thiên nguyên [ev], tính âm dương, dò huyền hư, vẹn u minh, rồi mới nhận ra đạo là vô cùng, chẳng phải nhàn rỗi nói chơi. Nếu muốn phân cấp [ew] Lão, Trang mà xen vào hào, tượng, yêu nói tránh [ex] mà khuấy rong trôi, có thể nói là kỹ xảo bắn tên [ey], chẳng phải sự khéo léo chẻ được sợi lông đâu. Nếu 9 việc đều rất ý nghĩa, không đủ để nhọc nhằn nghĩ ngợi. Nếu là âm dương, thì rành rẽ đã lâu. Sau khi Lộ đi, đầu năm sẽ có lúc gặp gió lớn, gió ắt bẻ gãy cây cối. Nếu phát ở hướng Càn, ắt có oai trời, không đủ để chuyện suông [ez].”
34. ↑  Quản Thần, tlđd: Lộ được Hà Yến mời, quả nhiên cùng luận 9 việc của Dịch, 9 việc đều rõ. Yến nói: “Anh luận âm dương, đời này vô song.” Bấy giờ Đặng Dương ngồi cùng với Yến, đánh tiếng: “Anh đã nói là giỏi Dịch, mà không nhắc đến câu nào trong Dịch, sao vậy?” Lộ ứng tiếng [fa] đáp rằng: “Ôi giỏi Dịch thì không bàn Dịch.” Yến cười nụ mà khen rằng: “Có thể nói là lời trọng yếu không rườm rà [fb] vậy.”
35. ↑  Quản Thần, tlđd: Nhân đó mời Lộ làm quẻ. Lộ viện dẫn chuyện xưa để khuyên răn [fc].
36. ↑  Quản Thần, tlđd: Yến tạ rằng: “Biết một chút sự thần kỳ ấy, người xưa cho là khó; mới quen [fd] mà thổ lộ chân thành, người nay cho là khó. Nay anh một lúc làm được 2 việc khó, có thể nói là ‘đức hạnh mới thơm’ [fe]. Thi chẳng nói sao: ‘Cất mãi trong lòng, ngày nào quên được!’ [ff]”
37. ↑  Quản Thần, tlđd: Lộ sau đó nhân được nghỉ, Bùi sứ quân hỏi: “Hà Bình Thúc một đời tài danh, kỳ thật thế nào?” Lộ nói: “Tài của ông ấy như nước trong bồn chậu, thấy được thì trong, còn không thấy thì đục. Thần ở sự hiểu biết rộng, chí không chuyên học tập, chẳng thể thành tài. Muốn lấy nước trong bồn chậu, cầu hình của tòa núi, hình không thể được, thời trí do vậy mê hoặc. Nên nói về Lão, Trang thời khéo mà nhiều văn vẻ, nói về sanh nghĩa của Dịch thời đẹp mà nhiều dối trá; văn vẻ thời đạo hão, dối trá thời thần rỗng; được thượng tài thời nông mà dòng đứt, được trung tài thời tản mạn [fg] mà độc xuất [fh], Lộ cho là tài ít khéo vậy.” Bùi sứ quân nói: “Tin như lai luận [fi]. Tôi mấy lần với Bình Thúc cùng nói về Lão, Trang cho đến Dịch, luôn nhận thấy lời ông ta diệu ở lý, không thể bẻ gãy. Lại thêm người đương thời vào hùa [fj], đều quy phục ông ta vậy, càng khiến không rõ [fk]. Gặp gỡ được thanh ngôn [fl], rồi mới sáng tỏ vậy!”
38. ↑  Quản Thần, tlđd: Thạch Bao làm Nghiệp điển nông, cùng Lộ gặp gỡ, hỏi rằng: “Nghe nói hương lý của anh là Trạch Văn Diệu có thể ẩn hình, chuyện ấy có thể tin ru?” Lộ nói: “Đây chỉ là số của âm dương che dấu, ví được số ấy, thời bốn Nhạc [fm] có thể giấu, sông biển có thể trốn. Huống hồ thân hình 7 thước, dạo trong sự biến hóa, giãn vân vụ để náu thân, bày Kim – Thủy để diệt tích, thuật đủ số thành, không đủ là khó.” Bao nói: “Muốn nghe cái diệu ấy, anh hãy thiện luận về số của nó đi.” Lộ nói: “Ôi vật chẳng tinh không phải thần, số chẳng diệu không phải thuật, nên tinh ấy là hợp của thần, diệu ấy là ngộ của trí, hợp chưng tỉ mỉ, có thể tính thông, khó lòng ngôn luận. Thế nên Lỗ Ban không thể nói về tay mình, Li Chu không thể nói về mắt mình [fn]. Cái khó của phi ngôn, Khổng tử nói ‘thư bất tận ngôn’, tế của lời đấy, ‘ngôn bất tận ý’, vi của ý đấy, ấy đều là bình luận về thần diệu đấy. Xin lấy đại thể để nghiệm. Ôi bạch nhật lên trời, vần quanh muôn dặm, chẳng gì không rọi, đến khi vào đất, ánh sáng hòn than, không thể nhìn thấy. Mười lăm trăng tròn [fo], trong vắt soi đêm, có thể trông xa, đến lúc ban ngày, sáng không bằng gương. Nay trốn mặt trời, mặt trăng ấy ắt là số của âm dương, số của âm dương thông suốt muôn loài, chim thú còn thay đổi, huống hồ con người! Ôi được số ấy diệu, được thần ấy linh, không những người sống có chứng cứ, người chết cũng có điềm báo. Cho nên Đỗ Bá cưỡi hỏa khí để gởi tinh [fp], Bành Sinh mượn thủy biến để dựng hình [fq]. Ấy nên người sống có thể ra cũng có thể vào, người chết có thể hiện cũng có thể nấp, đây là tinh khí của vật thể, hóa làm du hồn, người và quỷ cảm ứng lẫn nhau, số khiến cho như thế đấy.” Bao nói: “Mắt thấy cái lý của âm dương, không qua được anh, anh sao không ẩn?” Lộ nói: “Ôi chim trên không trung [fr], yêu vẻ thanh cao của nơi ấy, không muốn làm cá ở Giang, Hán; cá ở ao vực, yêu sự ướt át của nơi ấy, không đổi làm chim cưỡi trên gió; do tính dị mà phận bất đồng đấy. Kẻ hèn tự muốn chánh thân [fs] để minh đạo [ft], trực kỷ để thân nghĩa, thấy số không cho là dị, thấy thuật không cho là kỳ, sớm tối nghiên kỷ [fu], chăm chăm [fv] ôn cố, còn tìm ẩn, làm lạ [fw], chưa nhàn rỗi để nghĩ đến.
39. ↑  Quản Thần, tlđd: Tướng của quận quê cũ là Lưu Bân tự Lệnh Nguyên, thanh hòa [fx] có tư lý [fy], ưa Dịch mà không thể tinh thông. Cùng Lộ gặp gỡ, ý rất vui vẻ, tự nói chú Dịch sắp xong rồi. Lộ nói: “Nay minh phủ muốn ủy lạo tinh thần phi thường [fz], ngang dọc đại đạo, làm nên cái buổi giàu đẹp. Nhưng Lộ cho rằng cái kíp của chú Dịch, kíp ở Thủy – Hỏa; tai nạn Thủy – Hỏa, hiệu nghiệm tức thì [ga], trong đục của Dịch, kéo dài muôn đời, chẳng thể không trước thì ổn định tâm thần rồi sau đó cúi đầu suy nghĩ. Từ sớm đến nay, nghe và chọn lời thánh luận, chưa có một phần của Dịch, Dịch làm sao có thể chú giải! Lộ không hiểu được thánh nhân vào đời xưa, làm sao phân biệt Càn vị ở tây bắc, Khôn vị ở tây nam. Ôi càn – khôn ấy là tượng của thiên – địa, nhưng thiên – địa lớn nhất, là quân – phụ của thần minh, bụng chứa vạn vật, sanh trưởng không đầu, sao đặt yên ổn [gb] 2 vị cùng 6 quẻ ngang hàng? Tượng thoán của Càn rằng: ‘Đại tai càn nguyên, vạn vật tư thủy, nãi thống thiên.” [gc] Ôi thống (统) ấy, là thuộc (属) vậy, sao còn có ngôi khác vậy?” Bân nương các đạo lý trong Hệ từ truyện của kinh Dịch để chú giải, nhưng không nắm được yếu nghĩa. Lộ tầm thanh hạ nan, chỗ nào cũng phân tích đến cùng. Nói: “Ôi Càn – Khôn ấy, là tổ tông của Dịch, căn nguyên của biến hóa, nay minh phủ bàn trong đục ấy có ngờ, ngờ thời không có thần, sợ trái với sự phù hợp của việc chú Dịch đấy.” Lộ do vậy mà bàn về đạo của Bát quái và tinh của hào – tượng, đại luận khai khuếch [gd], mọi thứ hóa tương liên. Chỗ Bân giải được, đều cho là diệu, chỗ không giải được, đều cho là thần. Tự nói: “Muốn chú Dịch 8 năm, suy nghĩ vất vả [ge], nhiều năm [gf] bất an [gg], định phối hợp [gh] lời bàn hay [gi], tài này không theo kịp Dịch, không thích vất vả lâu ngày, vui vẻ tiếp nhận lời khuyên đúng [gj], như vậy cùng nhau kê cao gối mà nghỉ ngơi rồi.” Muốn theo Lộ học Xạ phúc, Lộ nói: “Nay minh phủ đã hư thần vào việc chú Dịch, cũng nên dứt suy nghĩ ở việc bói cỏ [gk]. Bói cỏ ấy, là minh số của trời đất [gl], u khế của âm dương, cỏ thi đối với đạo thời định cát hung của thiên hạ, sử dụng đối với thuật thời thu vụn vặt [gm] của thiên hạ. Nhỏ mọn [gn], có thể nói là Dịch vậy.”
40. ↑  Quản Thần, tlđd: Bân lại nói: “Đây là quan xá của quận, liên tiếp có biến quái, biến quái có nhiều hình dạng, khiến người ta sợ hãi, anh tự nhận là hiểu được số này, lý ấy do đâu?” Lộ nói: “Quận này sở dĩ tên Bình Nguyên ấy, vốn có đồng (nguyên), núi không có gỗ đá, đều là tự nhiên của đất; ngậm Âm không thể nhả mây, ngậm Dương không thể đẩy gió, âm dương dẫu yếu, cũng có chút thần; chút thần không chân thực, tụ nhiều hung gian, theo loài tìm nhau, võng lượng thành bầy. Có lẽ nhân Hán mạt binh mã nhiễu nhương, thây lính lưu huyết, ô nhiễm gò núi, hồn mạnh cảm nhau, biến hóa vô thường, nên nhân lúc chiều tối, có nhiều quái hình vậy. Xưa Hạ Vũ văn minh, không quái ở rồng vàng, Chu Vũ tin thời, không hoặc bạo phong, nay minh phủ đạo đức cao diệu, thần không sợ yêu, tự được trời giúp, lành, chẳng gì không lợi, xin giữ trăm lộc để sáng hưu sủng vậy.”
41. ↑  Quản Thần, tlđd: Bân nói: “Nghe nhã luận để tiếp cận đạo lý, mỗi khi có biến quái, liền nghe thanh âm của sừng – trống, hoặc nhìn hình tượng của cung – kiếm. Ôi tinh của núi đất, là hồn oan tác quái [gt], thật có thể hợp hội, xúc phạm thần linh [gu] vậy.” Bân hỏi Lộ: “Dịch nói ‘cương kiện đốc thật, huy quang nhật tân’ [gv], ấy là giống nhau hay không?” Lộ nói: “Tên không giống nhau, sớm mai là huy, giữa trưa là quang.”
42. ↑  Quản Thần, tlđd: Thanh Hà lệnh Từ Quý Long, tự Khai Minh, có học vấn và cơ trí. Cùng Lộ gặp gỡ, bàn về “rồng động thời mây lành dậy, cọp gầm thời gió đông đến” [gw], cho rằng sao Hỏa ấy rồng, sao Sâm ấy cọp, Hỏa hiện thời mây ứng, Sâm hiện thời gió đến, đây là cảm hóa của âm dương, không phải sự sắp đặt của rồng, cọp vậy. Lộ nói: “Ôi luận nan nên trước thẩm cái gốc, rồi sau cầu cái lý, lý mất thì then lệch, then lệch thời chủ của vinh nhục. Nếu sao Sâm làm cọp, thời gió Cốc là gió của hàn sương, gió của hàn sương không có tên gió đông. Vậy nên lấy rồng ấy sao Dương, lấy ngầm làm Âm, u hồn thông lên trên [gx], hòa khí cảm thần [gy], hai vật tương phù, nên có thể nổi mây. Ôi cọp ấy, sao Âm mà ở chỗ Dương, tựa cây gầm dài, hoạt động ở rừng phương Tốn (đông nam), hai khí tương cảm, nên có thể vần gió. Bằng nam châm chưng lấy được sắt, không thấy sự thần kỳ của nó mà là loài kim tự đến, có chứng cứ [gz] đã tương cảm vậy. Huống hồ rồng có sự chuyển đổi lặn và bay, cọp có sự thay đổi văn minh, vời mây gọi gió, sao đủ để nghi?” Quý Long nói: “Ôi rồng ở vực sâu, chẳng qua đáy của cái giếng, hổ gầm thê thiết, chẳng qua ở trong trăm bước, hình khí yếu ớt, chỗ thông suốt ấy gần gũi, sao có thể nổi mây lành mà ruổi gió đông?” Lộ nói: “Anh không thấy mồi âm dương nắm trong lòng bàn tay, hình dáng không ra khỏi bàn tay, bèn trên dẫn lửa của Thái Dương, dưới dẫn nước của Thái Âm, trong lúc hít vào thở ra, hơi nước mênh mang [ha]. Ví như tinh khí [hb] tương cảm, thiên tượng [hc] ứng với 2 mồi; ví như không tương cảm, thời 2 phụ nữ đồng cư, chí không tương đắc. Đạo của tự nhiên, không có xa gần.” Quý Long nói: “Đời có quân sự, thời cảm ứng gà, trĩ gáy trước [hd], đạo ấy do đâu? Lại có kẻ bói toán, chỉ nhờ gà, trĩ bèn vào giờ Tỵ?” Lộ nói: “Quý nhân có việc, gây cảm ứng ở trời, ở trời thời mặt trời, mặt trăng và các vì sao vậy. Binh động dân lo, gây cảm ứng ở vật, ở vật thời chim thú của núi rừng vậy. Ôi gà ấy muông của quẻ Đoái, hành Kim ấy tinh hoa của nhà binh, trĩ ấy loài chim của quẻ Ly, loài thú ấy thần linh của võ lực, nên Thái Bạch tỏa sáng thời gà gáy [he], Huỳnh Hoặc lưu hành thời trĩ sợ [hf], đều cảm ứng số mà động. Còn phép thuật [hg] của nhà binh, bày ở lục giáp, lục giáp đổi dời, bói toán không chừng. Cứ lấy quan tài vua Tấn có tiếng bò rống [hh]; trống đá thời Hồng Gia kêu ắt có việc chiến tranh [hi], không chỉ dựa vào gà, trĩ vậy.” Quý Long nói: “Lỗ Chiêu công năm thứ 8, có đá nói chuyện ở nước Tấn, Sư Khoáng cho rằng làm việc bất thì [hj], oán độc [hk] động vào dân, thời có vật không nói được mà nói được, về lý có hợp hay không?” Lộ nói: “Tấn Bình xa thái [hl], chuộng sửa cung thất, chặt đẵn cây rừng, tàn phá vàng đá, sức dân đã hết, oán đến núi chằm, thần đau người cảm, 2 tinh đều làm, vàng đá hòa hơi, thời quẻ Đoái làm miệng lưỡi, con yêu của miệng lưỡi, động vào đá thiêng. Truyền rằng khinh bách tính, sửa thành quách, thời loài Kim không tòng cách [hm], là như thế này đấy.” Quý Long khâm gia [hn], giữ Lộ ở lại vài ngày. Lộ đoán việc săn đã nghiệm, Quý Long nói: “Anh dẫu thần diệu, nhưng không giấu nhiều vật đấy, sao có thể đều biết được?” Lộ nói: “Tôi cùng thiên địa tham thần, cỏ thi và mai rùa thông linh, ôm mặt trời, mặt trăng mà dạo yểu minh [ho], cực biến hóa mà ngắm vị nhiên [hp], huống vật ấy ở gần, có thể che thông minh [hq]?” Quý Long đại tiếu, “Anh đã không khiêm tốn, còn nhớ lần bị làm khó gần đây chứ?” Lộ nói: “Anh còn chưa thức khiêm ngôn, sao có thể luận đạo? Ôi thiên địa ấy thời quẻ của Càn – Khôn, cỏ thi và mai rùa ấy thời số của bặc thệ, mặt trời, mặt trăng ấy thời tượng của Ly – Khảm, biến hóa ấy thời hào của âm dương, yểu minh ấy thời nguồn của thần hóa [hr], vị nhiên ấy thời tiên của u minh, đây đều là kỷ cương của Chu Dịch, sao kẻ hèn không khiêm tốn?”
43. ↑  Quản Thần, tlđd: Lộ cùng Nghê Thanh Hà gặp gỡ, đã hẹn chắc chắn giờ mưa, Nghê còn chưa tin. Lộ nói: “Ôi tạo hóa nhờ vào đâu làm thần, là nhờ không vội mà nhanh, không đi mà đến. Ngày 16 Nhâm Tý, Trực mãn [hs], trong sao Tất đã có thủy khí, thủy khí phát ra, [ht] động vào Mão – Thìn, thế này ắt ứng nghiệm. Lại trời sắp hịch triệu năm sao, tuyên bố tinh phù, thứ hạ Đông Tỉnh [hu], cáo mệnh [hv] Nam Cơ [hw], sai triệu Lôi công, Điện mẫu, Phong bá, Vũ sư, quần Nhạc thổ âm, chúng xuyên kích tinh, Vân Hán rủ trạch, giao long hàm linh [hx], chằng chịt điện đỏ, nuốt nhả yểu minh, ù ù tiếng sấm, hít thở vũ linh, tập tập cốc phong[hy], lục hợp đều đồng, trong thời gian ho khạc [hz], phẩm vật lưu hình [ia]. Trời có thường kỳ [ib], đạo có tự nhiên, không đủ làm khó vậy.” Nghê nói: “Bàn cao siêu nhưng ít đáng tin, lấy làm băn khoăn đấy.” Vì thế Nghê lưu Lộ, đi mời phủ thừa cùng Thanh Hà huyện lệnh. Nếu đêm nay trời mưa thì đương vi [ic] ăn 200 cân thịt nghé, nếu không mưa thì sẽ trụ 10 ngày. Lộ nói: “Nghĩ về phí tổn đi [id].” Đến lúc trời về chiều, vẫn không có vân khí, mọi người đều cười Lộ. Lộ nói: “Trên cây có gió Thiếu Nữ thổi nhẹ [ie], giữa cây có chim Âm hòa giọng [if]. Lại thêm gió Thiếu Nam [ig] nổi, nhiều chim cùng liệng, sẽ ứng nghiệm thôi.” Chốc lát, quả có gió Cấn [ih], chim hót. Mặt trời chưa lặn, đông nam có sơn vân như lâu khởi. Sau khi hoàng hôn, tiếng sấm vang trời. Đến giữa canh một, trăng sao đều mất, gió mây đều thịnh, huyền khí [ii] tứ hợp, mưa lớn như sông rót. Nghê cười Lộ mà nói: “Lầm trúng đấy, chẳng phải là thần vậy.” Lộ nói: “Lầm trúng với thiên kỳ, chẳng khéo ru!”
44. ↑  Quản Thần, tlđd: Đệ Thần từng muốn theo Lộ học việc bặc cùng ngưỡng quan, Lộ nói: “Anh, không thể dạy được vậy. Ôi bặc chẳng phải chí tinh thì không thể biết số của nó, chẳng phải chí diệu thì không thể thấy đạo của nó; Hiếu kinh, Thi, Luận (ngữ), đủ làm tam công, không cần dụng tri [ij] như thế.” Vì vậy bèn thôi. Con em không có tài năng để được truyền thuật của ông.
45. ↑  Quản Thần, tlđd: Nghĩa Bác mỗi khi nghe Lộ nói, chưa từng không tỏ ra khảng khái. Tự rằng: “Vào lúc nghe được chí luận của anh, quên đi bệnh tật của mình, sáng tối đuổi theo mà không kịp, sao lại xa thế!”
46. ↑  Quản Thần, tlđd: Bảo Tử Xuân làm Liệt Nhân lệnh, có minh tư tài lý, cùng Lộ tương kiến, nói: “Nghe anh bói được ngày mất của vợ Lưu Phụng Lâm, sao mà hay khéo, hãy thử bàn ý nghĩa của nó xem.” Lộ bàn về ý của hào tượng, nói đến nghĩa của biến hóa, như khuôn có tròn vuông, chẳng gì không phù hợp. Tử Xuân nói: “Tôi từ nhỏ thích bàn về Dịch, cũng thích bày cỏ thi, có thể nói là người mù muốn thấy trắng đen, người điếc muốn nghe trong đục, khổ sở vô ích vậy. Sau khi nghe anh nói, tự nhìn bản thân, thật là kẻ ngờ nghệch.”
47. ↑  Quản Thần, tlđd: Cơ và Lộ cùng luận Dịch, trong vài ngày, rất lấy làm vui vẻ, nói với Lộ rằng: “Đã nghe tiếng giỏi bói, định cùng thanh luận. Anh là nhất thời dị tài, đáng được ghi vào tre lụa đấy.”
48. ↑  Quản Thần, tlđd: Cơ nói: “Tôi từ nhỏ thích học Dịch, nghiền ngẫm đã lâu, không ngờ thuật số của thần minh lại kỳ diệu như vậy.” Rồi theo Lộ học Dịch, suy luận thiên văn. Lộ mỗi lần chỉ ra tượng của sự thay đổi, giải thích điềm lành dữ, chưa từng không tỉ mỉ giải thích, nói hết ý nghĩa. Cơ nói: “Mới nghe anh nói, cứ ngỡ có thể nắm được, cuối cùng đều là rối rắm. Đây là bởi của trời, không phải sức người.” Vì thế Cơ cất sách Chu Dịch, dứt nghĩ ngợi, không tiếp tục học bặc thệ nữa.
49. ↑  Quản Thần, tlđd: Kinh mỗi bàn về Lộ, cho rằng ông nắm được tinh của long vân [ik], có thể dưỡng hòa thông u [il], không chỉ có tài hợp hội vậy.
50. ↑  Quản Thần, tlđd: Bân nói: “Làm ra thuật ấy là thứ của Dịch tựa như số, muốn cầu đầu mối ấy vậy. Cứ như lai luận, nên làm thế nào?” Giữ Lộ 5 ngày, không lo việc công, chỉ cùng thanh đàm. Bân tự nói: “Mấy lần cùng Hà Bình Thúc bàn Dịch cùng đạo của Lão, Trang, đến mức tinh thần trôi xa, đều hóa chu toàn [im], thanh như Kim – Thủy, uất như núi rừng, trái với khi làm bạn với anh.”
51. ↑  Quản Thần, tlđd: Quý Long vì thế lấy 13 món đồ, muốn làm khó ông, Lộ xạ đều trúng. Quý Long bèn than rằng: “Tác (tức tác quái/làm quẻ) ấy gọi thánh, thuật (tức thuật số) ấy gọi minh, há như thế này ru!”
52. ↑  Quản Thần, tlđd: Đã có sự thông minh và tài hoa, gặp vận như mặt trời đứng bóng, bấy giờ tiếng tăm và quyền thế hiển hách, như lửa dữ gió giật. Quan lại đang nắm quyền, chẳng ai không muốn kết giao [in]. Khách khứa như mây, không kể nhiều ít đều thết đãi ăn uống. Khách không kể sang hèn, hậu đãi theo lễ. Kinh thành lắm người, chẳng những quy phụ tiếng tăm và quyền thế của ông, mà cũng yêu đức hạnh của ông đấy. Khi xưa không yểu mạng, vinh hoa của Lộ, chẳng phải người đời có thể lường được.
53. ↑  Quản Thần, tlđd: Thần trình bày rằng:...Bùi Ký Châu, Hà, Đặng 2 thượng thư cùng người đồng hương là anh em Lưu thái thường, Lưu Dĩnh Xuyên, cho rằng Lộ được trời phú tài năng, biết rõ đạo lý của âm dương, thực chất của lành gở, đã nắm được nguồn cơn, bèn lội qua dòng chảy, cũng không có gì khó, luôn khâm phục ông ấy. Lộ tự nói cùng năm người này nói chuyện khiến tinh thần người ta đổi mới, đêm không buồn ngủ, từ đây về sau, đợi ban ngày mới muốn đi nằm vậy.
54. ↑  Quản Thần, tlđd: Thần trình bày rằng:...Nếu bày kinh điển của Hoàng (Đế), Phục (Hy), mở văn của (Chu) Văn (vương), Khổng (tử), đi khắp ngũ hành [io] ngang dọc tam tài [ip], miệng đầy tiếng tràn, lời hay trào ra [iq], nếu ngước ngắm chim hồng bay, lượn lờ hề sự to lớn mất đi, nếu cúi nhìn chỗ khe sâu, thăm thẳm hề cái tinh hoa dứt đi; bức bách để chất vấn, nên đánh mất đầu mối, muốn học tập nhằm cầu đạo, vẫn cho rằng (bản thân) hồ đồ, chẳng ai không chống cằm gõ bàn, vọng lại tiếng than dài đấy. Xưa Kinh Phòng dẫu giỏi bói cỏ cùng đoán tiếng gió, rốt cục không tránh được vạ, [ir] nên Lộ tự biết 48 tuổi phải mất, có thể nói là sáng suốt khác nhau. Còn Kinh Phòng mắt thấy lũ gièm pha [is], tai nghe tiếng loài nhặng, can thẳng thì không theo, mà còn bối rối về phương hướng. Lộ ở vào lúc giao thời Ngụy, Tấn, giấu trí khôn trong vẻ chất phác, gấp sách thi thoảng, khéo không được mong đợi, dốt không bị bỏ rơi, có thể nói là hiểu mình hơn hẳn. Kinh Phòng trên không lường được nhà vua [it], dưới không tránh được bọn nịnh [iu], muốn lấy thiên văn, Hồng phạm [iv] để làm lợi nước lợi mình, khống thay không thể được, rốt cục chịu tội chết, có thể nói là trí khôn vặt của mai rùa khô, ánh sáng tàn của ngọn đuốc mỡ, há chẳng thương thay! Người đời đem Lộ sánh với Kinh Phòng, Thần không dám đồng ý. Cứ như ngửa xét trời sao, cúi liệu lành gở, xa thì không lỡ mùa màng, gần thì không lỡ giờ giấc, Thần cho rằng Cam, Thạch chẳng hơn vậy. Xạ phúc đoán vật, bày thuật nhanh chóng, Đông Phương Sóc chẳng qua vậy. Xem dáng xương mà xét sang hèn, ngắm vẻ mặt mà biết sống chết. Hứa Phụ, Đường Cử chẳng vượt vậy. Cứ như giải nghĩa luồng gió để dò xét điềm báo, lắng nghe tiếng chim để hiểu biết thời vận, cũng là sự hiếm có ở đời vậy. Giả sử Lộ thành đạt, làm tể tướng đại thần, màu mỡ gởi lại đời sau, rực rỡ ghi trên tre lụa, những điều chứng nghiệm từ chốn sâu xa đều được ghi chép, những lời bí truyền không bị bỏ sót, ngàn năm về sau, người có đạo ắt tin mà quý trọng, kẻ không có đạo ắt ngờ mà lạ lùng; người tin cho rằng khéo quá thật, ôi khéo cùng thần hợp ấy, được thần không còn chỗ nào để nghi hoặc vậy.
55. ↑  Quản Thần, tlđd: Thần trình bày rằng:...Trước đây Mạnh Kinh Châu làm Liệt Nhân điển nông, từng hỏi anh trai đã mất, xưa Đông Phương Sóc xạ phúc được quẻ gì, mà biết 2 con vật thằn lằn, tắc kè đấy. Anh trai đã mất vì vậy làm phép An quái để sanh tượng, lời lẽ xoắn xuýt, nghĩa hay hào dậy, thay đổi suy ra nhau, gặp ở Thìn Tị, phân biệt rồng – rắn, đều thấy có lý. Sau khi dứt lời, Mạnh Kinh Châu than thở dài rằng: “Tôi nghe anh bàn, tinh thần nhảy dựng, sợ muốn bay mất, sao mà sâu xa đến như vậy!”
56. ↑  Quản Thần, tlđd: Thần trình bày rằng: “Ôi kẻ sĩ thời Tấn, Ngụy, biết đạo thuật của Lô thần diệu, xem bói không lầm, cho rằng có sách kín (ẩn thư) cùng thuật số của tượng truyện và độn giáp. Thần thường xem sách vở của Lộ, chỉ có Dịch lâm (易林), sách về gió hú, cùng chim hót, ngửa xem sao hơn 30 quyển, người đời cũng có. Nhưng Lộ một mình ở nha môn của Thiếu phủ, không có người nhà, con em bên cạnh; vào lúc ông ấy mất đi, người ta chẳng những không thương xót, mà còn trộm sách của Lộ, chỉ còn giữ được Dịch lâm, sách về gió hú, cùng chim hót đấy. Ôi thuật số có trăm mấy mươi nhà, sách của họ có vài ngàn quyển, sách không ít vậy. Nhưng mà người ít tiếng tăm trên đời, đều bởi không có tài, chẳng bởi không có sách vậy.

- Bùi Tùng Chi khảo xét:

1. ↑  Bùi Tùng Chi khảo xét: Bề tôi Tùng Chi khảo xét: Gần hơn có Diêm Tục Bá ấy, tên Toản, đáng xem là thông thái, có phong độ của sử quan. (Toản muốn) vì thiên hạ bồi đắp những chỗ rơi sót, dám đem những việc nghe nói xếp vào nhóm thiên lệch. (Toản) đều nghe theo những điều được dạy bởi các bậc tiên hiền đại nhân, (cho rằng như thế) mới đáng để tin cậy đấy, muốn dẹp bỏ những vấn đề sằng hão như thế mà thôi (phiếm chỉ Huyền học). (Toản) từng nhận truyện của Thần nói Lưu thái thường kể rằng... Lưu hầu kể rất nhiều chuyện giống như vậy, Thần chép mười được một, hai vậy.
2. ↑  Bùi Tùng Chi khảo xét: Bề tôi Tùng Chi khảo xét:...Tiền Trường Quảng thái thú Trần Thừa nghe được từ Thành môn hiệu úy Hoa Trường Tuấn mà kể rằng: “Xưa vào lúc cha (của Tuấn) làm Thanh Hà thái thú, triệu Lộ làm lại, Tuấn cùng (Lộ) trẻ tuổi, lại là đồng hương, càng thêm ân tình, thường ngồi chung xe đi lại, biết hết việc của ông ấy. Kể những sự hiệu nghiệm, gấp ba lần truyện. Thần đã kém tài, lại thêm tuổi nhỏ, còn phần nhiều ở quê nhà, nên càng không rõ.
3. ↑  Bùi Tùng Chi khảo xét: Bề tôi Tùng Chi khảo xét:...Tiền Trường Quảng thái thú Trần Thừa nghe được từ Thành môn hiệu úy Hoa Trường Tuấn mà kể rằng:... Lại kể: “Vào lúc theo cha Lộ ở (huyện) Lợi Tào, có dân thuộc đồn điền dưới quyền bắt được hươu, buổi sáng đi rồi trở về, thấy lông và máu, người ta dây từ chỗ con hươu kéo đến chuồng ngựa, báo với Lộ, Lộ làm quẻ nói rằng: ‘Đây có trộm đấy, là nhà thứ ba trong hẻm phía đông của nhà mày. Mày đi thẳng đến trước cửa, chọn lúc không có người, lấy một viên ngói, lén nhấc cái đòn thứ 7 ở đầu phía đông trong buồng xay gạo của họ, đặt viên ngói xuống, không quá giờ cơm của ngày mai, tự đem trả mày.’ Đêm ấy, vợ tên trộm phát bệnh đau đầu, bị chứng tráng nhiệt đau nhức, rồi cũng đến gặp Lộ để bói. Lộ bảo bị ma ám, tên trộm đều phục. Lộ lệnh gánh da, thịt trả lại chỗ cũ, bệnh sẽ tự khỏi. Bèn mật khiến chủ con hươu đi lấy, lại sai quay lại chỗ trước, nhấc cái đòn lên để bỏ viên ngói đi, thì vợ tên trộm khỏi bệnh...”
4. ↑  Bùi Tùng Chi khảo xét: Bề tôi Tùng Chi khảo xét:...(Diêm Toản) từng nhận truyện của Thần nói Lưu thái thường kể rằng: “Lộ mới ra làm quan [bi], bởi vì giúp người đàn bà láng giềng bói việc mất bò, nói đang ở giữa bức tường cuối đường mặt tây, ngẩng đầu nhìn lên. Khiến người đàn bà nhìn vào trong các phần mộ, quả nhiên tìm được bò. Người đàn bà nhân đó cho rằng có kẻ giấu bò của mình, báo quan tra xét, mới biết là nhờ thuật mà tìm được, nên Bùi Ký Châu nghe thấy vậy.”
5. ↑  Bùi Tùng Chi khảo xét: Bề tôi Tùng Chi khảo xét:... Tiền Trường Quảng thái thú Trần Thừa nghe được từ Thành môn hiệu úy Hoa Trường Tuấn mà kể rằng:...Phu nhân của Hoa thành môn là con gái của Trác quận Lư công nhà Ngụy đấy, đấy, mắc bệnh, nhiều năm không đỡ. Nhà họ Hoa khi ấy sống ở làng Nam Triền dưới tường thành mặt tây, có 3 chuồng ngựa ở mặt đông nam. Lộ bói được sắp có quân đội từ phương đông đến, nói rằng (bọn họ) có thể trị (bệnh), hãy đợi mà sai khiến họ, ắt được họ ra sức. Sau đó không lâu, có viên coi ngựa (sô) trong quân đội nam chinh, sắp sung làm binh sĩ, đến chỗ Lư công, (Lộ) đoán (người ấy) có thể trị cho cô gái. Công lập tức dâng biểu xin giữ lại, chuyên khiến con trai đem đến họ Hoa chữa bệnh, ban đầu dùng thuốc bột, sau lại dùng thuốc viên mà trị, rồi có hiệu quả, lập tức tấu trừ bỏ thân phận coi ngựa (sô danh), để bổ làm Thái y.”
6. ↑  Bùi Tùng Chi khảo xét: Bề tôi Tùng Chi khảo xét:...(Diêm Toản) từng nhận truyện của Thần nói Lưu thái thường kể rằng:...Lại nói: “Trên đường có chàng trai trẻ lạc mất vợ, Lộ giúp bói, khiến anh ta vào sáng hôm sau, ở trong cửa thành Đông Dương [br], tìm người vác con heo sữa, níu lại đánh nhau với người ấy. Làm như lời ông, con heo sữa xổng chạy, lập tức cùng đuổi theo. Con heo sữa chạy vào nhà người ta, xô vỡ cái vò của chủ nhà, người đàn bà từ trong vò bước ra.”
7. ↑  Bùi Tùng Chi khảo xét: Bề tôi Tùng Chi khảo xét:...Tiền Trường Quảng thái thú Trần Thừa nghe được từ Thành môn hiệu úy Hoa Trường Tuấn mà kể rằng:... Lại kể: “...Lại có Đô úy trị nội sử [bs] mất đồ vật, Lộ sai sáng hôm sau ra ngoài cửa Tự mà nhìn, sẽ gặp một người, khiến (người ấy) chỉ trời vạch đất, giơ tay bốn hướng, tự sẽ tìm được. Đến chiều quả nhiên tìm được ở chỗ cũ.”
8. ↑  Bùi Tùng Chi khảo xét: Bề tôi Tùng Chi khảo xét:...Trung thư lệnh sử Kỷ Huyền Long là người đồng hương của Lộ, kể “Lộ ở chốn quê nhà, từng thăm viếng láng giềng xa, chủ nhà lo buồn vì mấy lần bị cháy. Lộ bói, khiến ngày hôm sau ở trên đường nam dò tìm, sẽ có một học trò đội vuông khăn, cưỡi cỗ xe trâu cũ, ắt giữ lại, bày lễ chủ khách, vạ này có thể mất. Lập tức theo Lộ ngăn đường, học trò có việc gấp xin đi, (chủ nhà) không nghe, bèn giữ lại đêm ấy, ý rất không yên, cho rằng mưu tính mình. Chủ nhà vào nghỉ, học trò bèn cầm đao ra cửa, nhân chỗ ấy có hai đống củi, đứng cạnh mà khép hờ mắt. Chợt có con vật nhỏ xông đến trước mặt, giống thú, trên tay cầm lửa, lấy mồm thổi lên. Học trò sợ, giơ đao chặt xuống, cắt đúng chỗ yếu hại, nhìn ra con cáo. Từ ấy chủ nhà không còn gặp tai vạ.”
9. ↑  Bùi Tùng Chi khảo xét: Bề tôi Tùng Chi khảo xét:...Tiền Trường Quảng thái thú Trần Thừa nghe được từ Thành môn hiệu úy Hoa Trường Tuấn mà kể rằng:...Tuấn lại kể: “Lộ bói cũng bất tất trúng, mười được bảy, tám; Tuấn hỏi cớ, Lộ nói: ‘Lý thì không sai nhầm, người đến bói ngờ rằng nói không đủ để hết sự thật, nên mới như vậy!’...
10. ↑  Bùi Tùng Chi khảo xét: Bề tôi Tùng Chi khảo xét: Thần nhắc đến đồng hương Lưu thái thường ấy, nói Lưu Thực vậy. Thần soạn truyện về Lộ, Thực khi ấy làm Thái thường, Dĩnh Xuyên thời em Thực là Trí vậy. Thực, Trí đều nhờ Nho học mà nổi tiếng, không thể nói chuyện ấy. Thế ngữ (tức Thế thuyết tân ngữ) kể Thực giỏi biện bác, vẫn không đủ cho rằng cùng dòng với Bùi, Hà vậy.
11. ↑  Bùi Tùng Chi khảo xét: Bề tôi Tùng Chi khảo xét:...Lại xét Lộ tự nói, rằng “bản mệnh ở Dần”, thời sanh năm Kiến An thứ 15 vậy [iw]. Đến năm Chánh Thủy thứ 9, ứng với 39 tuổi, mà truyện chép 36 tuổi, lấy năm Chánh Nguyên thứ 3 mất, ứng với 47 tuổi, truyện chép 48 tuổi, đều là không tương ứng vậy.
12. ↑  Bùi Tùng Chi khảo xét: Bề tôi Tùng Chi khảo xét: (Diêm Toản) từng nhận truyện của Thần nói Lưu thái thường kể rằng... Lưu hầu nói: “Thần, có tài Hiếu liêm vậy.”
13. ↑  Bùi Tùng Chi khảo xét: Bề tôi Tùng Chi khảo xét:...Trần Thừa nghe được từ Thành môn hiệu úy Hoa Trường Tuấn mà kể rằng:...Thần làm quan đến Châu chủ bộ, Bộ tòng sự, đầu niên hiệu Thái Khang thì qua đời.